# Saarland
Saarland [ˈzaːɐ̯lantʰ] anhörenⓘ (französisch la Sarre, Abkürzung SL) ist ein Land im Südwesten der Bundesrepublik Deutschland. Das kleinste der Flächenländer und hinsichtlich der Einwohnerzahl mit rund einer Million das zweitkleinste Land (nach Bremen) grenzt im Norden und Osten an das Land Rheinland-Pfalz, im Süden an die französische Region Grand Est mit deren Département Moselle und im Westen an das Großherzogtum Luxemburg. Gemeinsam mit diesen Nachbarn und der belgischen Region Wallonien bildet das Saarland die europäische Großregion (ehemals Saar-Lor-Lux-Region), in der etwa 11,8 Millionen Menschen leben.
Das Saarland ist geprägt von einem hohen Industrialisierungsgrad, einer stark ausgebauten Infrastruktur und der historischen sowie geographischen Nähe zu Frankreich. Die Region verzeichnet die höchste grenzüberschreitende Mobilität von Arbeitnehmern der Europäischen Union. Landeshauptstadt, größte Stadt und Oberzentrum des Saarlands ist Saarbrücken.
Nach verwaltungs- und staatsrechtlichen Vorformen seit dem 7. Jahrhundert (fränkische Gaugrafschaft Saargau) und dem 17. Jahrhundert (Herzogtum Saarland, Saarprovinz und Saardepartement) entstand das Saarland am 10. Januar 1920 als politische Einheit Saar(becken)gebiet (Territoire du Bassin de la Sarre) infolge des Versailler Vertrages. Es wurde aus der Staatsgewalt der Weimarer Republik ausgegliedert und bestand unter erstmaliger Zusicherung eines staatsrechtlichen Eigenlebens 15 Jahre mit eigener Verfassung und mit der vom Völkerbundsrat ernannten internationalen Regierungskommission als Völkerbundsmandat. Auf Drängen der Bevölkerung wurde 1922 ein Landesrat als beratende Volksvertretung eingerichtet. 1935 wurde das Saargebiet nach der im Vertrag vorgesehenen Saarabstimmung aufgrund von rund 90-prozentiger Zustimmung als Reichsland Saarland wieder ins Deutsche Reich, damals unter nationalsozialistischer Regierung, zurückgegliedert.
Nach dem Zweiten Weltkrieg wurde das Saarland nach der Schaffung des Regierungspräsidiums Saar Teil der französischen Besatzungszone. Frankreich gliederte es anschließend daraus aus und entzog es der Zuständigkeit des Alliierten Kontrollrates. Eine vollständige Annexion des Gebietes an der Saar durch Frankreich nach den beiden Weltkriegen des 20. Jahrhunderts verhinderten insbesondere die Regierungen der Vereinigten Staaten von Amerika sowie des Vereinigten Königreiches Großbritannien und Nordirland – in letzterem Fall zusätzlich die Regierung der Sowjetunion.
So kam es zur Bildung einer eigenen saarländischen Staatsregierung und der Inkraftsetzung der Verfassung des Saarlandes am 15. Dezember 1947, die auf die Schaffung eines formell autonomen Saarstaates zielten. Verfassungsautonomie, Selbstregierung sowie Selbstverwaltung waren aber durch die französische Oberherrschaft beschränkt. Das Saarland war ab 1950 assoziiertes und ab 1951 ordentliches Mitglied des Europarats. Im Folgejahr 1951 trat es als Teil der saarländisch-französischen Wirtschaftsgemeinschaft der Europäischen Gemeinschaft für Kohle und Stahl (Montanunion) bei. Nach der Ablehnung des Europäischen Statutes für das Saarland bei der Volksbefragung am 23. Oktober 1955 kam es zu einer partiellen Verfassungsrevision sowie zu neuen Verhandlungen, nach denen das Saarland am 1. Januar 1957 als zehntes Land der Bundesrepublik Deutschland politisch beitrat. Der vollständige wirtschaftliche Beitritt erfolgte am 6. Juli 1959 (im Volksmund „Tag X“).

## Geographie

### Lage
Das Saarland liegt mit einer Ausdehnung von 2.569,69 Quadratkilometern links des Rheins im äußersten Südwesten Deutschlands und erstreckt sich über Teile des Hunsrücks mit dem Schwarzwälder Hochwald, des Lothringischen Schichtstufenlandes und des Saar-Nahe-Berglandes. Weitere wichtige Gebiete sind mit ihren fruchtbaren Kalksteinböden Saar- und Bliesgau.
Das Saarland grenzt in Norden und Osten an ein einziges Bundesland, Rheinland-Pfalz, und im Süden und Westen an Frankreich und Luxemburg.

### Geologie
Das Saarland weist geologisch wie geomorphologisch eine hohe Heterogenität auf. Der Saarbrücker Sattel, der von Nordost nach Südwest gelagert ist und in dem karbonische Gesteine an die Oberfläche treten, schließt sich nach Norden und Nordosten an sedimentäre und magmatische Gesteine des Perm an. An diese permischen Gesteine grenzt im Norden der Hunsrück, der die südliche Randzone des Rheinischen Schiefergebirges bildet. Im Nordosten grenzen die permischen Gesteine an das Mainzer Becken, eine seitliche Erweiterung der tektonisch entstandenen Oberrheinischen Tiefebene. Der Saarbrücker Sattel wird im Süden, Südosten und Westen von ungleichförmig zueinander gelagertem Triasgestein eingefasst. Ablagerungen aus der Trias füllen im Südosten des Saarlandes die Saargemünd-Zweibrücker Mulde aus. Sie gehen nach Südosten in das Buntsandsteingebirge der Vogesen und im Osten in den Pfälzerwald über. Im Westen und Südwesten der Triasgebiete des Saarlandes befinden sich Ablagerungen des Pariser Beckens aus dem jüngeren Mesozoikum.

### Erhebungen
Höchste Erhebung ist der Dollberg (695,4 m) nördlich von Nonnweiler, zweithöchste der Schimmelkopf (694,8 m) nördlich von Weiskirchen. Bedeutendste Erhebung ist jedoch der – wohl auch aus seiner Tradition als höchster Berg des ehemaligen Saargebietes heraus – als der Hausberg des Saarlandes geltende Schaumberg in Tholey mit seinem Aussichtsturm. Er ist mit seinen 569 Metern relativ niedrig, ragt aber alleinstehend aus einer eher flachen Umgebung heraus.

### Vegetation
Ein Drittel der Fläche des Saarlandes ist mit sommergrünem Mischwald bedeckt. Damit hat das Saarland gemeinsam mit Hessen und Rheinland-Pfalz die prozentual größte Waldfläche Deutschlands. Darüber hinaus nimmt hier der Laubwald im Vergleich zu allen anderen Bundesländern den größten Anteil der Gesamtwaldfläche ein.

### Gewässer
Der längste saarländische Fluss ist die Blies, von deren 99,5 km Flusslauf etwa 93 km im Bundesland liegen, vom Lauf der namensgebenden Saar dagegen nur 68 km. Die Blies entspringt im nördlichen Saarland bei Selbach und mündet im Süden als Grenzfluss bei Saargemünd (Frankreich) in die Saar. Weitere wichtige Flüsse sind die Saarzuflüsse Prims, Rossel und Nied, der Rhein-Zufluss Nahe mit dem Glan sowie die Mosel bei Perl. Im Norden befinden sich außerdem der Bostalsee, die Primstalsperre und der Stausee Losheim.
Nahezu 95 % der Fläche des Saarlandes sind dem Einzugsgebiet des Saar-Mosel-Flusssystems zugehörig. Die restlichen 5 % des Landesgebietes im Nordosten gehören zum Glan-Nahe-Entwässerungsgebiet.

### Klima und Niederschlag
Das Klima ist gemäßigt ozeanisch. Die jährliche Niederschlagsmenge liegt im Durchschnitt bei 800 Millimetern. Das Saarland gehört zu den wärmsten Regionen Deutschlands.

### Landschaften

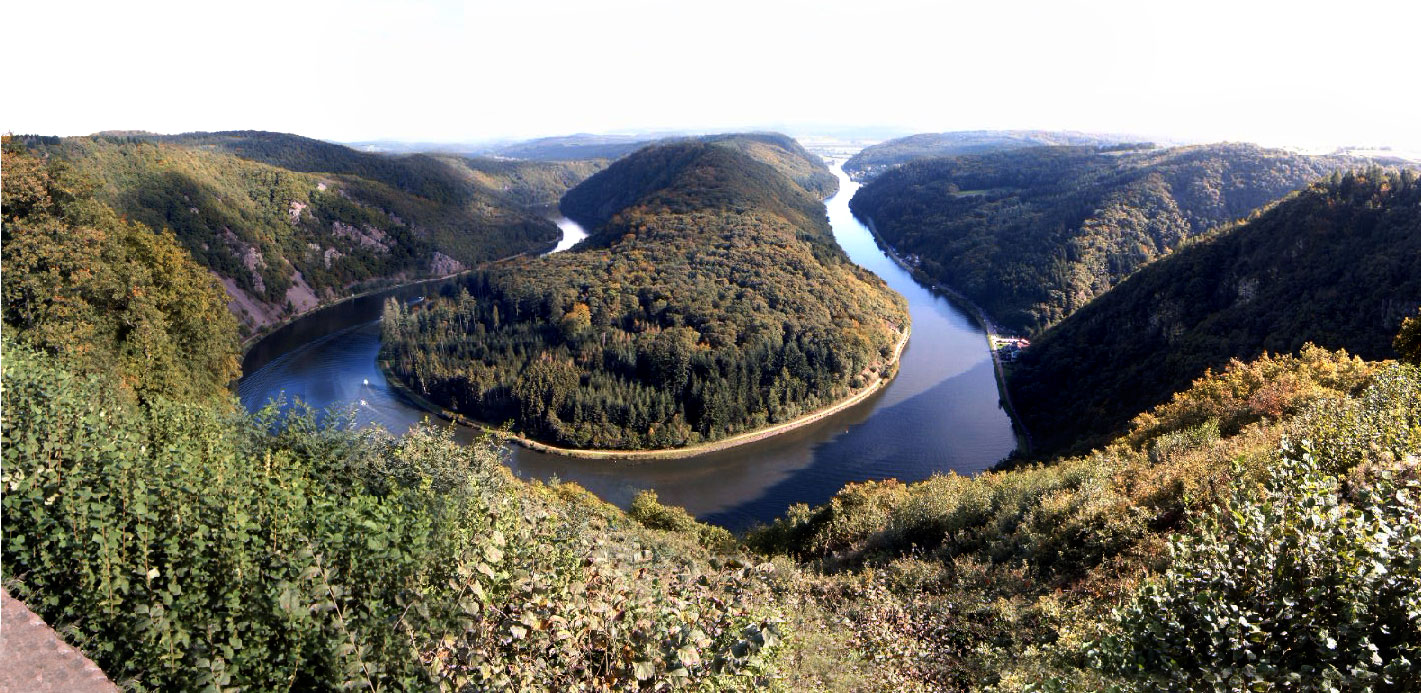
Eines der Wahrzeichen des Saarlandes: die Saarschleife bei Mettlach

Neben der politischen Gliederung in Gemeinden und in die saarländischen Landkreise können folgende Landschaften und Gebiete beschrieben werden. Sie zeichnen sich durch ein relativ einheitliches Erscheinungsbild in Abgrenzung zu benachbarten Landschaften und Gebieten aus, das oft durch gemeinsame politisch-historische oder wirtschaftliche Zusammenhänge (besonders Landwirtschaft, Industrialisierung) entstanden ist:
- Bliesgau
- Köllertal
- Ostertal
- Saargau
- Saarkohlenwald
- Schwarzwälder Hochwald
- Sankt Ingbert-Kirkeler Waldgebiet
- St. Ingberter Senke
- Sankt Wendeler Land
- Warndt

## Geschichte

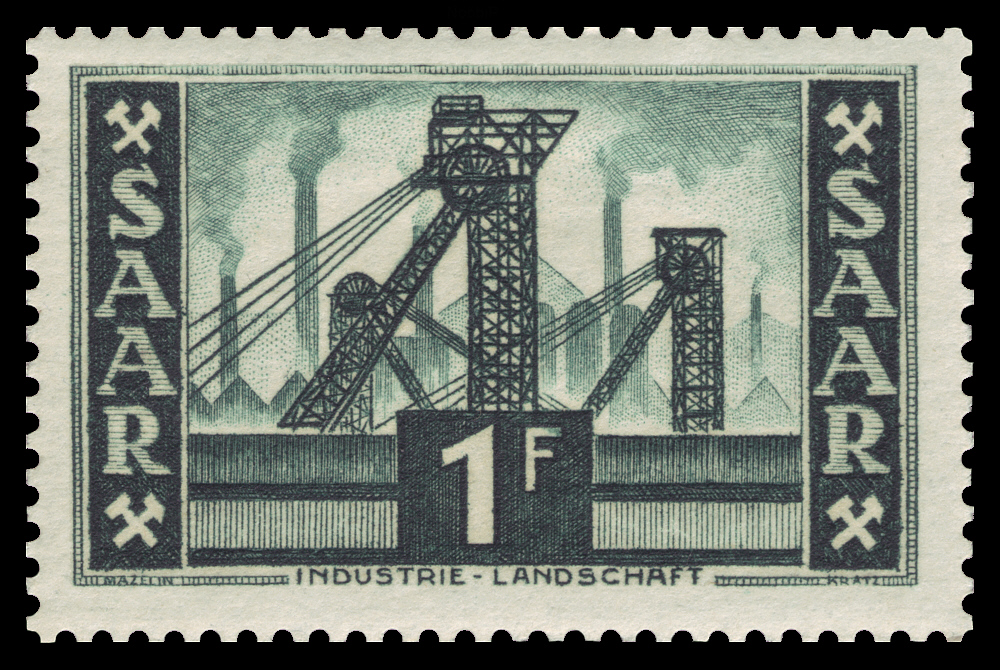
Die Bergbau- und Stahlindustrie war prägend für die jüngere Geschichte des Landes: Fördertürme und Hochöfen auf einer Briefmarke von 1953

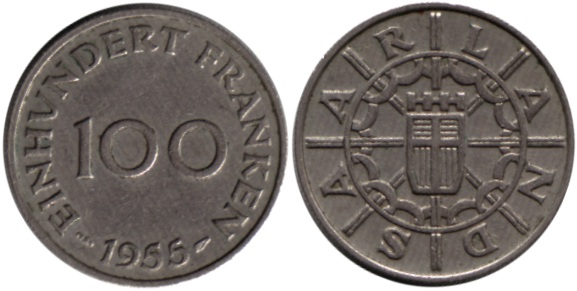
100 Saar-Franken von 1955

Das heutige Saarland wurde nach verwaltungs- und staatsrechtlichen Vorformen im Frühmittelalter und der Frühen Neuzeit als politische Einheit am 10. Januar 1920 aus Gebieten gebildet, die seit dem Wiener Kongress zum preußischen beziehungsweise bayerischen Staatsgebiet gehört hatten.
Nach dem Zweiten Weltkrieg und noch vor der Gründung des Landes Rheinland-Pfalz am 30. August 1946 wurden am 1. August 1946 142 Gemeinden mit knapp 900 Quadratkilometern und rund 100.000 Einwohnern vom Regierungsbezirk Trier abgetrennt und dem Saarland angegliedert, wodurch sich das saarländische Staatsgebiet bis in den Hunsrück und an die Mosel erstreckte. Nur knapp ein Jahr später, am 8. Juni 1947, musste die Regierung Frankreichs jedoch dem Widerstand der Regierungen der USA und Großbritanniens gegen diese einseitig vollzogene Gebietsveränderung Rechnung tragen und 61 Gemeinden des Landkreises Saarburg und des Landkreises Trier zurückgeben. Beim Saarland verblieben aber Gebiete der Erweiterung vom 1. August 1946 im Nordosten, die im 19. Jahrhundert Teil des Großherzogtums Oldenburg (Exklave Fürstentum Birkenfeld) und des Herzogtums Sachsen-Coburg und Gotha (Fürstentum Lichtenberg) gewesen waren, sowie das Grenzgebiet zum Großherzogtum Luxemburg im Nordwesten. Zusätzlich erweiterte man das saarländische Staatsgebiet am 8. Juni 1947 im Nordosten um 13 rheinland-pfälzische Gemeinden. Im Osten des Saarlandes kamen am 23. April 1949 kleine Gebietsteile von Rheinland-Pfalz hinzu.
In der Zeit vor der Französischen Revolution waren die vier bedeutendsten Herrschaften im Gebiet des heutigen Saarlandes das Kurfürstentum Trier, das Herzogtum Lothringen, das wittelsbachische Herzogtum Pfalz-Zweibrücken sowie die Grafschaft Saarbrücken. Diese vier Herrschaften spiegeln sich auch im heutigen Landeswappen wider.
Die vor der Französischen Revolution selbständigen Territorien auf dem Gebiet des heutigen Saarlandes waren seit dem frühen Mittelalter stets deutschsprachig, standen aber immer wieder zeitweise unter französischem Einfluss, insbesondere im späten 17. Jahrhundert während der französischen Reunionen sowie im Zeitraum zwischen den Koalitionskriegen und dem Zweiten Pariser Frieden.
Auch nach dem Ersten Weltkrieg und dem Zweiten Weltkrieg befand sich das Land unter französischem Einfluss. Von 1920 bis 1935 stand das „Saargebiet“ (so der damalige Name) unter der Verwaltung des Völkerbundes, gehörte aber zum französischen Wirtschaftsraum. Am 1. März 1935 wurde das Saargebiet nach einer Volksabstimmung, zunächst unter dem Namen Saarland, wieder Teil des Deutschen Reiches.
Nach dem Zweiten Weltkrieg gehörte das Saarland zunächst zur Französischen Besatzungszone, bevor es im Januar 1946 aus dem Zuständigkeitsbereich des Alliierten Kontrollrates herausgelöst wurde. Im Jahr 1947 wurden eine eigene Verfassung und eine eigene Staatsbürgerschaft geschaffen. Das Saarland erhielt am 16. Juni 1947 aus währungspolitischen Gründen kurzzeitig eine eigene Währung, die Saar-Mark. Sie wurde am 20. November 1947 durch den französischen Franc ersetzt. Es wurden auch eigene Münzen mit deutscher Aufschrift und saarlandbezogenen Motiven geprägt, die aber auf französische Franken lauteten (siehe Abbildung). Erneut hatten die Saarländer über ein Jahrzehnt lang eine Sonderstellung inne. Diesmal nahmen sie auch mit eigenen Mannschaften an den Olympischen Sommerspielen 1952 sowie an der Qualifikation zur Fußball-WM 1954 teil.
Am 23. Oktober 1955 wurde eine Volksbefragung über eine Europäisierung des Saarlandes durchgeführt, in der 67,7 Prozent der abstimmenden Saarländer „Nein“ sagten und sich damit gegen das von der Adenauer-Regierung mit der französischen Regierung ausgehandelte (zweite) Saarstatut aussprachen. Das Ergebnis der Abstimmung wurde als Wille der saarländischen Bevölkerung interpretiert, sich der Bundesrepublik Deutschland anzuschließen. Die Regierung Frankreichs lenkte ein, und am 27. Oktober 1956 wurde in Luxemburg der Saarvertrag abgeschlossen, worauf das Saarland am 1. Januar 1957 das zehnte Bundesland der Bundesrepublik Deutschland wurde. Die wirtschaftliche Angliederung samt Übernahme der D-Mark wurde am 6. Juli 1959, dem sogenannten „Tag X“, vollzogen.
Im Jahre 2012 bewarb sich das Saarland im Rahmen des Bewerbungsverfahrens für neue generische Top-Level-Domains (gTLD) um die eigene Top-Level-Domain .saarland, die im September 2014 der dotSaarland GmbH zugesprochen wurde. Das Projekt wird von der Regierung des Saarlandes unterstützt, die gratis Domainnamen reservieren konnte. Daneben unterstützt der gemeinnützige Verein dotSaarland e. V. die TLD. Neben dem Saarland verfügen die Länder Bayern, Berlin, Hamburg und Nordrhein-Westfalen über eigene TLDs.

## Bevölkerung
Während der Industrialisierung im 19. Jahrhundert bildete sich ein Verdichtungsraum an den Standorten der Kohlegewinnung und der Stahlproduktion entlang der Schiene Dillingen–Saarbrücken–Neunkirchen. Die ländlich geprägten Randgebiete des Landes weisen eine geringere Bevölkerungsdichte auf.

### Einwohnerentwicklung

#### Historisch
Die Bevölkerung der Region erlebte in der Neuzeit zwei wesentliche Wachstums- und Einwanderungsschübe. Der erste betrifft die Zeit des späten 17. und frühen 18. Jahrhunderts. Während des Dreißigjährigen Krieges, der sich in Lothringen bis 1661 hinzog (Friede von Vincennes) und fast nahtlos durch die Kriege Ludwigs XIV. fortgesetzt wurde, verödeten im zweiten Drittel des 17. Jahrhunderts weite Landstriche. Der Bevölkerungsverlust wird für manche Territorien auf ca. 80 Prozent geschätzt. Durch eine gezielte Einwanderungs- und Siedlungspolitik wurden Neubürger angeworben, darunter auch Hugenotten, Wallonen, Picarden, Tiroler und Schweizer.
Den zweiten Schub erlebte die Region im 19. Jahrhundert. Während die Industrialisierung im frühen 19. Jahrhundert nur zögernd einsetzte, nahm die Bevölkerung nach dem Deutsch-Französischen Krieg 1870/71 sehr stark zu: Die Einwohnerzahl der Großregion Saarbrücken vervierfachte sich in der zweiten Hälfte des 19. Jahrhunderts. Hauptzuzugsraum waren dabei die nördlich der industrialisierten Gebiete gelegenen, stark ländlich geprägten Regionen des Hochwaldes und des Hunsrücks. Dies führte dazu, dass auch in den ehemals evangelischen Gebieten der Grafschaft Saarbrücken heute die Mehrheit der Bevölkerung katholisch ist, das Saarland hat somit prozentual den größten katholischen Bevölkerungsanteil in Deutschland. Gleichzeitig sorgten die saarländischen Stahl- und Hüttenbarone und die preußische Grubenverwaltung dafür, dass die Arbeiter und Bergleute zu günstigen Konditionen Grundeigentum und Häuser erwerben konnten, das Saarland hat deswegen bis heute bundesweit die höchste Eigentumsrate beim Grundbesitz.
Die Bevölkerungsentwicklung auf dem Gebiet des heutigen Saarlands seit 1802/03:

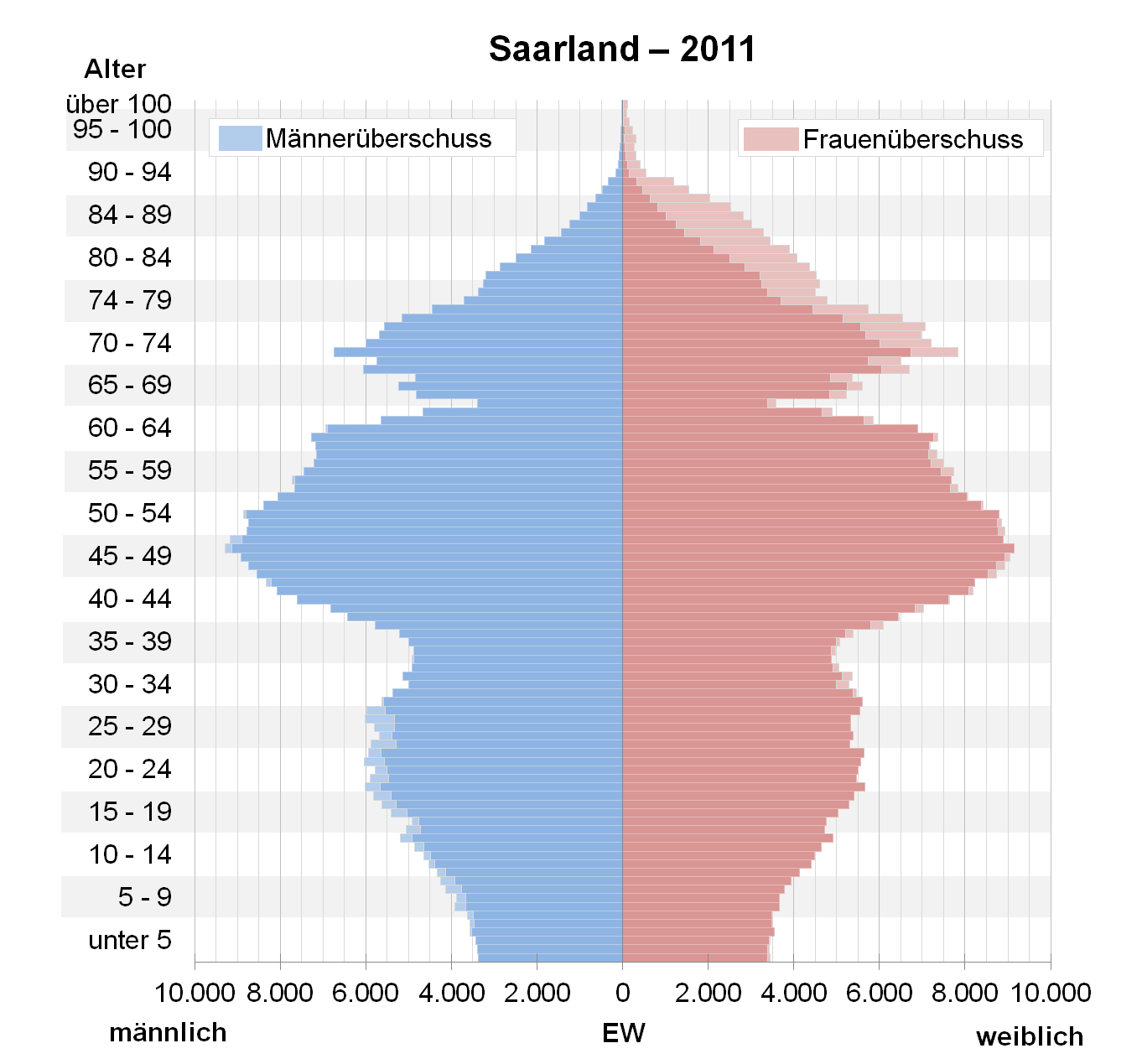
Bevölkerungspyramide für das Saarland (Datenquelle: Zensus 2011)

| Saarland: Einwohnerzahlen von 1802 bis 2024 | Saarland: Einwohnerzahlen von 1802 bis 2024 | Saarland: Einwohnerzahlen von 1802 bis 2024 | Saarland: Einwohnerzahlen von 1802 bis 2024 | Saarland: Einwohnerzahlen von 1802 bis 2024 |
| ------------------------------------------- | ------------------------------------------- | ------------------------------------------- | ------------------------------------------- | ------------------------------------------- |
| Jahr                                        |                                             |                                             |                                             | Einwohner                                   |
| 1802                                        | 1802                                        |                                             | 116.819                                     | 116.819                                     |
| 1818                                        | 1818                                        |                                             | 151.119                                     | 151.119                                     |
| 1830                                        | 1830                                        |                                             | 197.854                                     | 197.854                                     |
| 1840                                        | 1840                                        |                                             | 222.415                                     | 222.415                                     |
| 1855                                        | 1855                                        |                                             | 250.533                                     | 250.533                                     |
| 1861                                        | 1861                                        |                                             | 278.647                                     | 278.647                                     |
| 1871                                        | 1871                                        |                                             | 326.791                                     | 326.791                                     |
| 1880                                        | 1880                                        |                                             | 377.762                                     | 377.762                                     |
| 1890                                        | 1890                                        |                                             | 439.625                                     | 439.625                                     |
| 1900                                        | 1900                                        |                                             | 555.496                                     | 555.496                                     |
| 1910                                        | 1910                                        |                                             | 700.174                                     | 700.174                                     |
| 1924                                        | 1924                                        |                                             | 751.300                                     | 751.300                                     |
| 1930                                        | 1930                                        |                                             | 794.500                                     | 794.500                                     |
| 1940                                        | 1940                                        |                                             | 812.753                                     | 812.753                                     |
| 1950                                        | 1950                                        |                                             | 948.716                                     | 948.716                                     |
| 1955                                        | 1955                                        |                                             | 996.238                                     | 996.238                                     |
| 1960                                        | 1960                                        |                                             | 1.060.493                                   | 1.060.493                                   |
| 1965                                        | 1965                                        |                                             | 1.127.354                                   | 1.127.354                                   |
| 1970                                        | 1970                                        |                                             | 1.121.300                                   | 1.121.300                                   |
| 1975                                        | 1975                                        |                                             | 1.096.333                                   | 1.096.333                                   |
| 1980                                        | 1980                                        |                                             | 1.066.299                                   | 1.066.299                                   |
| 1985                                        | 1985                                        |                                             | 1.045.936                                   | 1.045.936                                   |
| 1990                                        | 1990                                        |                                             | 1.072.963                                   | 1.072.963                                   |
| 1995                                        | 1995                                        |                                             | 1.084.370                                   | 1.084.370                                   |
| 2000                                        | 2000                                        |                                             | 1.068.703                                   | 1.068.703                                   |
| 2005                                        | 2005                                        |                                             | 1.050.293                                   | 1.050.293                                   |
| 2010                                        | 2010                                        |                                             | 1.017.567                                   | 1.017.567                                   |
| 2015                                        | 2015                                        |                                             | 995.597                                     | 995.597                                     |
| 2020                                        | 2020                                        |                                             | 983.991                                     | 983.991                                     |
| 2024                                        | 2024                                        |                                             | 1.012.719                                   | 1.012.719                                   |
| Quelle(n): Statistisches Amt des Saarlandes |                                             |                                             |                                             |                                             |

#### Aktuell
Seit einiger Zeit hat das Saarland mit einem signifikanten Bevölkerungsrückgang zu kämpfen. So sank die Bevölkerungszahl 2006 um 0,68 %. Hauptursache ist ein ungünstiger natürlicher Bevölkerungssaldo von −0,48 % (Geburtenrate je 1000: 6,9; Sterberate: 11,7). Das Saarland erreichte 2006 eine Fertilitätsrate von 1,233. Dies ist unter den Flächenländern der letzte Platz, nur die Fertilität Hamburgs ist noch geringer. 2017 lag sie bei 1,51 Kindern und war die dritt-niedrigste unter den Bundesländern und der letzte unter den Flächenländern. Die Bevölkerungsdichte des Saarlandes ist allerdings noch immer wesentlich höher als im Bundesdurchschnitt. Im Verlaufe des Jahres 2011 sank die Bevölkerung des Saarlandes erstmals seit 1955 wieder unter die Marke von 1 Million Einwohnern.

### Sprache

#### Dialekte
Im Saarland werden rhein- und moselfränkische Mundarten gesprochen, die von den Sprechern meist Platt genannt werden. Charakteristische Merkmale beider Dialektfamilien (untereinander und mit der Luxemburgischen Sprache eng verwandt) sind Diphthongarmut, systematische Monophthongisierung, binnendeutsche Konsonantenschwächung sowie Vereinfachung der Wortsuffixe. Die Grenze zwischen den mosel- und rheinfränkischen Dialekten bildet die dat-das-Linie, die quer durch das Saarland verläuft. Nicht selten kommt es vor, dass die Saarländer mehrere Dialekte ineinander vermischen.

#### Deutsch und Französisch
Amtssprache ist Deutsch. Das Französische ist im Saarland wegen der Grenznähe gelegentlich zu hören und soll als eine Art Verkehrssprache dienen, um die Mehrsprachigkeit in der Region zu fördern. Die Städte Saarlouis und Saarbrücken erreichen mit kulturellen oder kommerziellen Angeboten auch grenznahe Gebiete in Frankreich. Die Haltestellenansagen in der die Grenze überquerenden Saarbahn erfolgen auf Deutsch und Französisch. Das Saarland ist das einzige deutsche Bundesland, das an Gymnasien Französisch als Pflichtfremdsprache vorschreibt. Die saarländische Landesregierung plant Maßnahmen, um Französisch bis 2043 zur zweiten Verkehrssprache zu machen.

### Gesundheit
Die durchschnittliche Lebenserwartung lag im Zeitraum 2015/17 bei 77,5 Jahren für Männer und bei 82,2 Jahren für Frauen. Die Männer belegen damit unter den deutschen Bundesländern Rang 12, während Frauen Rang 16 belegen. Beide Werte liegen damit unter dem Bundesdurchschnitt. Regional hatte 2013/15 der Saarpfalz-Kreis (Erwartung der Gesamtbevölkerung: 80,75 Jahre) die höchste und Neunkirchen (79,21) die niedrigste Lebenserwartung.

#### Krankenhäuser/Kliniken
Stadt Saarbrücken
- Klinikum Saarbrücken am Winterberg, Träger: Stadt Saarbrücken
- CaritasKlinikum Saarbrücken, Standorte St. Theresia Rastpfuhl und St. Josef Dudweiler, Träger: Caritas Trägergesellschaft Saarbrücken
- SHG-Kliniken Sonnenberg, Träger: Saarland-Heilstätten

Regionalverband Saarbrücken
- SHG-Kliniken Völklingen, Völklingen, Träger: Saarland-Heilstätten
- Knappschaftskrankenhaus Sulzbach, Sulzbach, Träger: Knappschaftsklinikum Saar
- Knappschaftskrankenhaus Püttlingen, Püttlingen, Träger: Knappschaftsklinikum Saar

Saarpfalz-Kreis
- Universitätsklinikum des Saarlandes, Homburg, Träger: Universität des Saarlandes
- Kreiskrankenhaus, St. Ingbert, Träger: Saarpfalz-Kreis

Landkreis Neunkirchen
- Marienhausklinik St. Josef Kohlhof, Neunkirchen, Träger: Marienhaus-Gruppe
- Diakonie Klinikum, Neunkirchen, Träger: Kreuznacher Diakonie
- Fliedner Krankenhaus, Neunkirchen, Träger: Kreuznacher Diakonie
- Marienhaus Klinik, Ottweiler, Träger: Marienhaus-Gruppe

Landkreis St. Wendel
- Marienkrankenhaus, St. Wendel, Träger: Marienhaus-Gruppe

Landkreis Saarlouis
- Caritas-Krankenhaus, Lebach, Träger: cusanus trägergesellschaft trier
- Marienhaus Klinik Saarlouis-Dillingen, Saarlouis, Träger: Marienhaus-Gruppe
- Krankenhaus Saarlouis vom DRK, Saarlouis, Träger: Deutsches Rotes Kreuz
- St. Nikolaus Hospital, Wallerfangen, Träger: Adolf von Galhausche Sophienstiftung
- Median-Klinik, Berus, Träger: Median Kliniken

Landkreis Merzig-Wadern
- Klinikum Merzig, Merzig, Träger: Saarland-Heilstätten
- Saarländische Klinik für Forensische Psychiatrie, Merzig, Träger: Saarland

#### Reha-Kliniken
- Hochwald-Kliniken, Weiskirchen, Träger: cusanus trägergesellschaft trier
- Johannesbad Fachklinik, Gesundheits- & Rehazentrum Saarschleife, Orscholz, Träger: Johannesbad Unternehmensgruppe
- MediClin Bliestal Kliniken, Blieskastel, Träger: Mediclin
- MediClin Bosenberg Kliniken, St. Wendel, Träger: Mediclin

#### Kurorte
Im Saarland gibt es zwei Kurorte: Merzig-Bietzen im Norden des Landes und Rilchingen-Hanweiler im Süden. Dort steht auch die Saarland-Therme.

### Konfessionsstatistik
Laut der Volkszählung 2011 waren 62,0 % römisch-katholisch, 19,1 % der Einwohner evangelisch und 18,9 % waren konfessionslos, gehörten einer anderen Glaubensgemeinschaft an oder machten keine Angabe. Der Anteil der Protestanten und Katholiken an der Gesamtbevölkerung sank seitdem jährlich um etwa einen Prozentpunkt. Ende 2023 waren von den Einwohnern 49,0 % Katholiken, 15,3 % Protestanten und 35,7 % gehörten entweder einer anderen Glaubensgemeinschaft an oder machten keine Angabe.
Damit hat das Saarland als letztes deutsches Bundesland seine katholische Bevölkerungsmehrheit verloren. Laut Zensus 2022 war Kirkel die einzige Gemeinde im Saarland mit mehrheitlich evangelischer Bevölkerung. Die Städte Saarbrücken, Neunkirchen (Saar), Völklingen und Homburg haben eine Sonstigen-Mehrheit.

## Politik

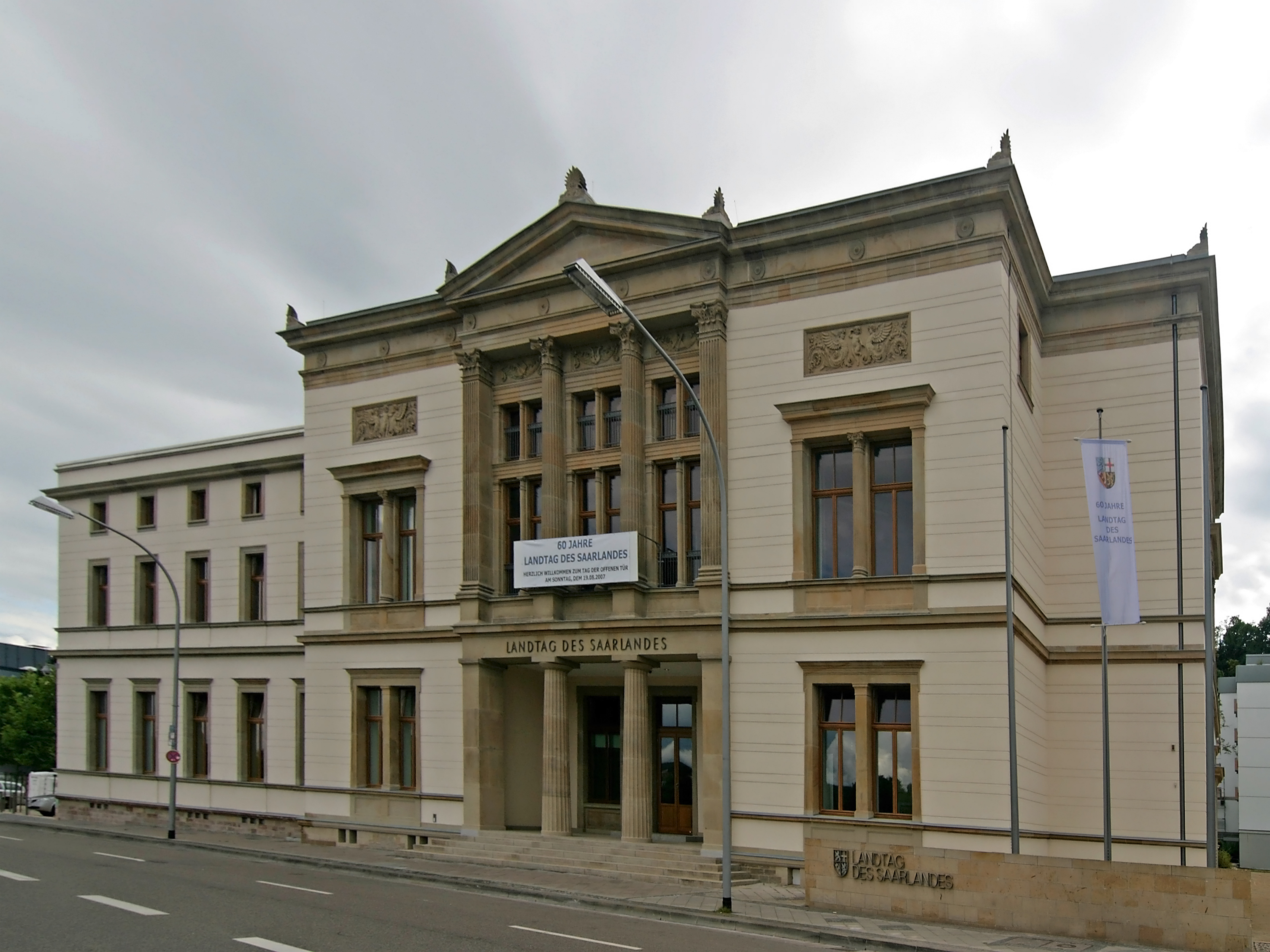
Der Landtag des Saarlandes in Saarbrücken

Vor dem Beitritt des Saarlandes zur Bundesrepublik Deutschland war das Parlament stets mit einer Mehrheit der CVP besetzt.
Seit der Wahl zum Landtag des Saarlandes am 5. September 1999 war die CDU die stärkste Regierungsfraktion, welche die bis dahin allein regierende SPD ablöste und bis zur konstituierenden Sitzung des Landtages nach der Landtagswahl am 30. August 2009 allein regierte. Bei dieser Wahl erreichten fünf Parteien den Sprung in den Landtag, wobei die CDU trotz starker Verluste stärkste Kraft blieb, gefolgt von SPD, Linke, FDP/DPS und Bündnis 90/Die Grünen.
Anschließend regierte die CDU zusammen mit FDP/DPS und Bündnis 90/Die Grünen in der deutschlandweit ersten Jamaika-Koalition auf Landesebene. Diese zerbrach allerdings im Januar 2012 wieder und es folgte eine Große Koalition aus CDU und SPD. Auf kommunaler Ebene konnten die Freien Wähler in Kreistage und Gemeinderäte einziehen.
Seit 2022 verfügt die SPD über eine absolute Mehrheit.

### Staatsaufbau
Die Verfassung des Saarlandes wurde am 8. November 1947 verabschiedet und trat am 15. Dezember 1947 in Kraft. In Vorbereitung auf die Angliederung an die Bundesrepublik Deutschland wurde sie am 20. Dezember 1956 geändert. Laut dieser Verfassungsänderung ist das Saarland eine freiheitliche Demokratie und ein sozialer Rechtsstaat in der Bundesrepublik. Wie in allen westlichen Verfassungen üblich, sind die staatlichen Gewalten getrennt in Legislative, Exekutive und Judikative. Alle Macht geht vom Volke aus.

### Landesregierung

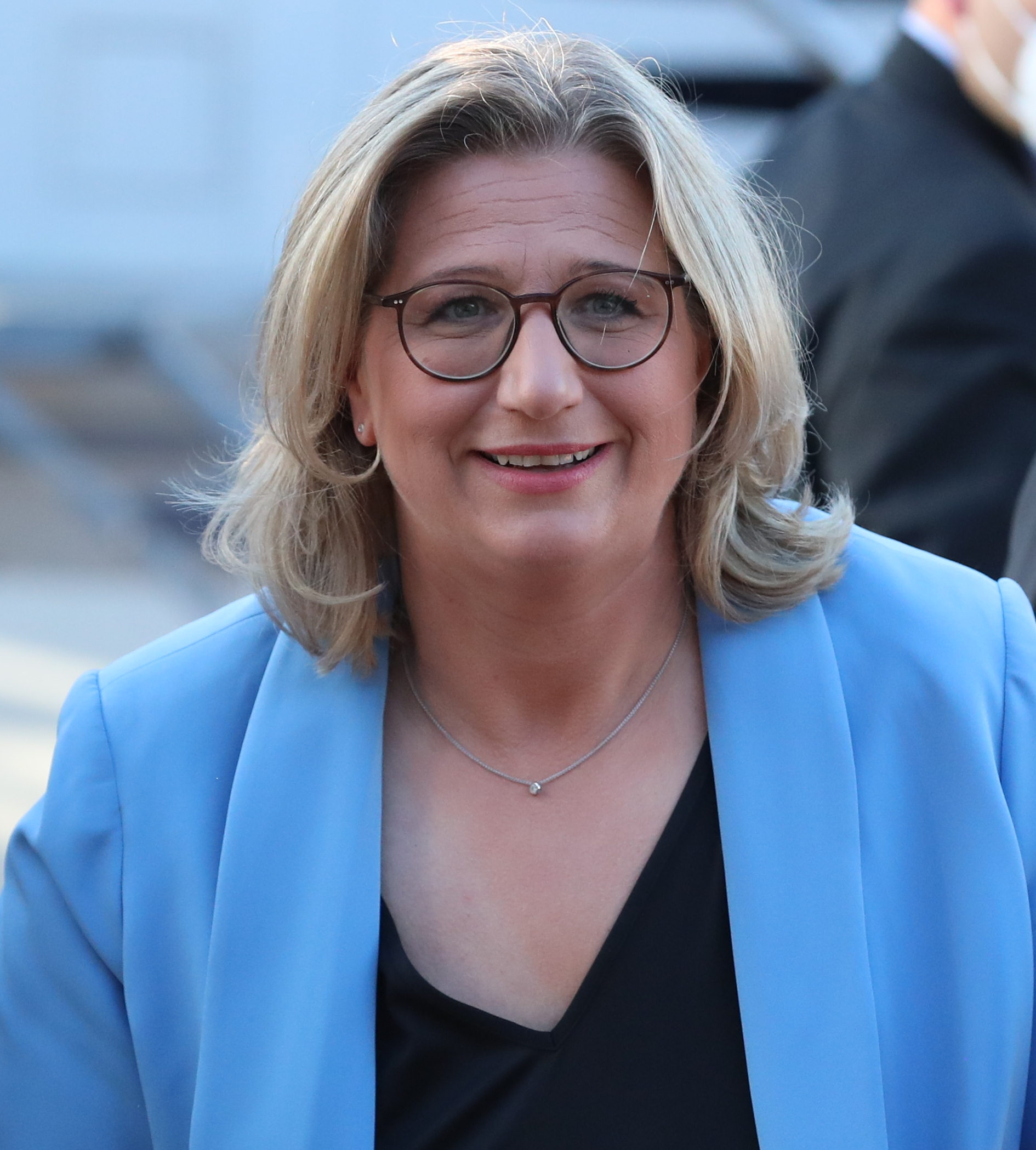
Ministerpräsidentin Anke Rehlinger

Die saarländische Landesregierung besteht nach Artikel 86 der Verfassung des Saarlandes aus dem Ministerpräsidenten, Ministern und Staatssekretären als weiteren Mitgliedern.
Der Ministerpräsident wird mit der Mehrheit der gesetzlichen Mitgliederzahl vom Landtag in geheimer Abstimmung gewählt. Die Wahl ist gültig für die gesamte Legislaturperiode. Er ernennt und entlässt mit Zustimmung des Landtages die Minister. Die Zahl der weiteren Mitglieder der Landesregierung darf jedoch ein Drittel der Zahl der Minister nicht übersteigen. Der Ministerpräsident sitzt der Landesregierung vor und leitet ihre Geschäfte. Das Land wird beim Bund durch die Vertretung des Saarlandes beim Bund vertreten.
Der derzeitigen Landesregierung gehören folgende Mitglieder an:
- Ministerpräsidentin: Anke Rehlinger, SPD
- Stellvertreter der Ministerpräsidentin, Minister für Wirtschaft, Innovation, Digitales und Energie: Jürgen Barke, SPD
- Minister der Finanzen und für Wissenschaft: Jakob von Weizsäcker, SPD
- Minister für Inneres, Bauen und Sport: Reinhold Jost, SPD
- Ministerin für Bildung und Kultur: Christine Streichert-Clivot, SPD
- Ministerin für Umwelt, Klima, Mobilität, Agrar und Verbraucherschutz und Ministerin der Justiz: Petra Berg, SPD
- Minister für Arbeit, Soziales, Frauen und Gesundheit: Magnus Jung, SPD

Staatssekretäre der Regierung:
- Inneres, Bauen und Sport: Torsten Lang, SPD
- Wirtschaft, Innovation, Digitales und Energie: Elena Yorgova-Ramanauskas, parteilos
- Umwelt, Klimaschutz, Mobilität, Agrar und Verbraucherschutz: Sebastian Thul, SPD
- Bildung und Kultur: Jan Benedyczuk, SPD
- Gesundheit, Frauen, Soziales und Familien: Bettina Altesleben, SPD
- Justiz: Jens Diener, SPD
- Finanzen: Wolfgang Förster, SPD
- Medienpolitik, Bevollmächtigter des Saarlandes beim Bund: Thorsten Bischoff, SPD
- Chef der Staatskanzlei und Bevollmächtigter für Europa: David Lindemann, SPD

### Landtagswahlen
Die Wahlen zum Landtag des Saarlandes finden alle fünf Jahre statt. In jeder Wahlperiode sind 51 Sitze zu besetzen. Bei der Wahl zum 17. Saarländischen Landtag am 27. März 2022 erreichte die SPD eine absolute Mandatsmehrheit und löste somit die seit 1999 regierende CDU in der Regierung ab.
|      | CDU    | SPD    | FDP/DPS | Grüne | Die Linke | NPD   | Familie | Piraten | AfD   | CVP    | SPS    | KPS   | DDU   | Sonstige |
| ---- | ------ | ------ | ------- | ----- | --------- | ----- | ------- | ------- | ----- | ------ | ------ | ----- | ----- | -------- |
| 1947 | –      | –      | 07,6 %  | –     | –         | –     | –       | –       | –     | 51,2 % | 32,8 % | 8,4 % | –     | –        |
| 1952 | –      | –      | –       | –     | –         | –     | –       | –       | –     | 54,7 % | 32,4 % | 9,5 % | –     | 3,4 %    |
| 1955 | 25,4 % | 14,3 % | 24,2 %  | –     | –         | –     | –       | –       | –     | 21,8 % | 05,8 % | 6,8 % | 0,9 % | 0,8 %    |
| 1960 | 36,6 % | 30,0 % | 13,6 %  | –     | –         | –     | –       | –       | –     | 11,4 % | –      | –     | 5,0 % | 3,4 %    |
| 1965 | 42,7 % | 40,7 % | 08,3 %  | –     | –         | –     | –       | –       | –     | 05,2 % | –      | –     | 3,1 % | –        |
| 1970 | 47,8 % | 40,8 % | 04,4 %  | –     | –         | 3,4 % | –       | –       | –     | 00,9 % | –      | –     | –     | 2,7 %    |
| 1975 | 49,1 % | 41,8 % | 07,4 %  | –     | –         | 0,7 % | –       | –       | –     | –      | –      | –     | –     | 1,0 %    |
| 1980 | 44,0 % | 45,4 % | 06,9 %  | 2,9 % | –         | –     | –       | –       | –     | –      | –      | –     | –     | 0,8 %    |
| 1985 | 37,3 % | 49,2 % | 10,0 %  | 2,5 % | –         | 0,7 % | –       | –       | –     | –      | –      | –     | –     | 0,3 %    |
| 1990 | 33,4 % | 54,4 % | 05,6 %  | 2,6 % | –         | 0,2 % | 0,2 %   | –       | –     | –      | –      | –     | –     | 3,4 %    |
| 1994 | 38,6 % | 49,4 % | 02,1 %  | 5,5 % | –         | –     | 0,5 %   | –       | –     | –      | –      | –     | –     | 3,9 %    |
| 1999 | 45,5 % | 44,4 % | 02,6 %  | 3,2 % | 00,8 %    | –     | 1,0 %   | –       | –     | –      | –      | –     | –     | 2,5 %    |
| 2004 | 47,5 % | 30,8 % | 05,2 %  | 5,6 % | 02,3 %    | 4,0 % | 3,0 %   | –       | –     | –      | –      | –     | –     | 1,6 %    |
| 2009 | 34,5 % | 24,5 % | 09,2 %  | 5,9 % | 21,3 %    | 1,5 % | 2,0 %   | –       | –     | –      | –      | –     | –     | 1,1 %    |
| 2012 | 35,2 % | 30,6 % | 01,2 %  | 5,0 % | 16,1 %    | 1,2 % | 1,7 %   | 7,4 %   | –     | –      | –      | –     | –     | 1,5 %    |
| 2017 | 40,7 % | 29,6 % | 03,3 %  | 4,0 % | 12,9 %    | 0,7 % | 0,8 %   | 0,7 %   | 6,2 % | –      | –      | –     | –     | 1,2 %    |
| 2022 | 28,5 % | 43,5 % | 04,8 %  | 4,9 % | 02,6 %    | –     | 0,8 %   | 0,3 %   | 5,7 % | –      | –      | –     | –     | 8,8 %    |

Regierungsparteien fett gedruckt; Parteien außerhalb des Landtags kursiv gesetzt.
1. ↑  Bis 1957 DPS, danach Teil der FDP.
2. ↑  Bis 2007 Partei des Demokratischen Sozialismus (PDS).
3. ↑  1959 (Teil-)Fusion mit CDU Saar; Ergebnisse ab 1960 Saarländische Volkspartei (SVP) bzw. SVP/CVP.
4. ↑  1956 Fusion mit DSP zur SPD Saarland.
5. ↑  Als Deutsche Sozialdemokratische Partei (DSP).

### Ministerpräsidenten
Die Ministerpräsidenten des autonomen Gebietes, später des Bundeslandes Saarland sind:
| Amtszeit                                                        | Ministerpräsident                   | Partei    | Regierung                                             | Anmerkungen | Bild                       |
| --------------------------------------------------------------- | ----------------------------------- | --------- | ----------------------------------------------------- | --- | -------------------------- |
| 4. Mai 1945 – 8. Oktober 1946                                   | Hans Neureuter (1901–1953)          |           | Regierungspräsident der französischen Regierung       | Ernennung durch den US-Befehlshaber in Saarbrücken Oberst Louis G. Kelly, Entlassung durch den französischen Militärgouverneur Gilbert Grandval |                            |
| 20. Oktober 1946 – 20. Dezember 1947                            | Erwin Müller (1906–1968)            | CVP       | Vorsitzender der Verwaltungskommission des Saarlandes | |                            |
| Saarland mit der Verfassung von 1947 als autonomes Gebiet:      |                                     |           |                                                       | |                            |
| 15. Dezember 1947 – 23. Oktober 1955                            | Johannes Hoffmann (1890–1967)       | CVP       | Kabinett Hoffmann I, II, III, IV                      | |                            |
| 29. Oktober 1955 – 10. Januar 1956                              | Heinrich Welsch (1888–1976)         | parteilos | Kabinett Welsch                                       | Übergangskabinett |                            |
| 10. Januar 1956 – 26. März 1957                                 | Hubert Ney (1892–1984)              | CDU       | Kabinett Ney                                          | |                            |
| Saarland nach dem Beitritt zur Bundesrepublik Deutschland 1957: |                                     |           |                                                       | |                            |
| 4. Juni 1957 – 23. April 1959                                   | Egon Reinert (1908–1959)            | CDU       | Kabinett Reinert I, II                                | Im Amt verstorben |                            |
| 30. April 1959 – 26. Juni 1979                                  | Franz-Josef Röder (1909–1979)       | CDU       | Kabinett Röder I, II, III, IV, V, VI                  | Im Amt verstorben |                            |
| 26. Juni 1979 – 5. Juli 1979                                    | Werner Klumpp (1928–2021)           | FDP       | Kabinett Röder VI                                     | kommissarisch |                            |
| 5. Juli 1979 – 9. April 1985                                    | Werner Zeyer (1929–2000)            | CDU       | Kabinett Zeyer I, II                                  | Amtsverlust durch Wahlniederlage |                            |
| 9. April 1985 – 27. Oktober 1998                                | Oskar Lafontaine (* 1943)           | SPD       | Kabinett Lafontaine I, II, III                        | Rücktritt wegen bevorstehender Ernennung zum Bundesminister der Finanzen                                                                        |                            |
| 27. Oktober 1998 – 10. November 1998                            | Christiane Krajewski (* 1949)       | SPD       | Kabinett Lafontaine III                               | kommissarisch |                            |
| 10. November 1998 – 28. September 1999                          | Reinhard Klimmt (* 1942)            | SPD       | Kabinett Klimmt                                       | Amtsverlust durch Wahlniederlage |                            |
| 28. September 1999 – 9. August 2011                             | Peter Müller (* 1955)               | CDU       | Kabinett Müller I, II, III                            | Rücktritt wegen bevorstehender Wahl zum Richter des Bundesverfassungsgerichts                                                                   |                            |
| 9. August 2011 – 10. August 2011                                | Christoph Hartmann (* 1972)         | FDP       | Kabinett Müller III                                   | kommissarisch | Christoph Hartmann         |
| 10. August 2011 – 28. Februar 2018                              | Annegret Kramp-Karrenbauer (* 1962) | CDU       | Kabinett Kramp-Karrenbauer I, II, III                 | Rücktritt wegen Wahl zur Generalsekretärin der CDU                                                                                              | Annegret Kramp-Karrenbauer |
| 28. Februar 2018 – 1. März 2018                                 | Anke Rehlinger (* 1976)             | SPD       | Kabinett Kramp-Karrenbauer III                        | kommissarisch | Anke Rehlinger             |
| 1. März 2018 – 25. April 2022                                   | Tobias Hans (* 1978)                | CDU       | Kabinett Hans                                         | Amtsverlust durch Wahlniederlage | Tobias Hans                |
| Seit 25. April 2022                                             | Anke Rehlinger (* 1976)             | SPD       | Kabinett Rehlinger                                    | | Anke Rehlinger             |

### Legislative
Die Legislative (die gesetzgebende Gewalt) ist maßgeblich dem Landtag des Saarlandes vorbehalten. Über Volksbegehren und Volksentscheide kann aber auch das Wahlvolk an der Legislative beteiligt werden. Am Gesetzgebungsprozess wirkt durch Gesetzesvorlagen die Landesregierung mit.

#### Gesetzgebung
Gesetzesvorlagen werden vom Ministerpräsidenten namens der Landesregierung, von einem Mitglied des Landtages oder einer Fraktion in den Landtag eingebracht. Verfassungsändernde Gesetze bedürfen der Zustimmung von zwei Dritteln der Mitglieder des Landtages. Die Verfassung kann nur durch ein Gesetz geändert werden, das ihren Wortlaut ausdrücklich ändert oder ergänzt. Die Änderung darf den Grundsätzen des demokratischen und sozialen Rechtsstaates nicht widersprechen. Bei Unstimmigkeiten entscheidet der Verfassungsgerichtshof.

#### Volksbegehren
Volksbegehren können darauf gerichtet werden, den Landtag zu veranlassen, Gesetze zu erlassen, zu ändern oder aufzuheben. Ein Volksbegehren ist nur auf Gebieten zulässig, die der Gesetzgebung des Saarlandes unterliegen. Über finanzwirksame Gesetze, insbesondere Gesetze über Abgaben, Besoldung, Staatsleistungen und den Staatshaushalt, finden Volksbegehren generell nicht statt.
Einem Volksbegehren muss ein ausgearbeiteter und mit Gründen versehener Gesetzentwurf zugrunde liegen. Ein Volksbegehren ist einzuleiten, wenn fünftausend Stimmberechtigte dies beantragen. Ein Volksbegehren ist zustande gekommen, wenn es von mindestens einem Fünftel der Stimmberechtigten unterstützt wird. Über Zulässigkeit und Zustandekommen eines Volksbegehrens entscheidet die Landesregierung. Gegen ihre Entscheidungen kann der Verfassungsgerichtshof angerufen werden. Ein Volksbegehren muss dann unverzüglich dem Landtag unterbreitet werden.
Entspricht der Landtag binnen drei Monaten dem Volksbegehren nicht, so ist innerhalb von weiteren drei Monaten ein Volksentscheid herbeizuführen. Der dem Volk zur Entscheidung vorgelegte Gesetzentwurf ist mit einer Stellungnahme der Landesregierung zu versehen, die bündig und sachlich sowohl die Begründung der Antragsteller wie die Auffassung der Landesregierung über den Gegenstand darlegt. Der Landtag kann einen eigenen Gesetzentwurf dem Volk zur Entscheidung mit vorlegen. Ein solches Gesetz ist durch Volksentscheid beschlossen, wenn ihm mehr als die Hälfte der Stimmberechtigten zustimmt. Über ein Volksbegehren, das auf Änderung der Verfassung gerichtet ist, findet ein Volksentscheid nicht statt.

### Exekutive
Die Landesregierung, die Staatskanzlei, die Ministerien und die nachgeordneten Landesbehörden bilden die Exekutive (ausführende Gewalt).

### Judikative
Die Judikative (die Rechtsprechung) besteht aus den Gerichten der verschiedenen Gerichtswege. Oberstes Gericht ist der saarländische Verfassungsgerichtshof, der aus acht Mitgliedern, die mit Zweidrittelmehrheit vom Landtag gewählt werden, besteht.

### Hoheitszeichen
Die Hoheitszeichen des Saarlandes sind geregelt durch das Saarländische Hoheitszeichengesetz (SHzG) vom 7. November 2001 (Gesetz Nr. 1483, Amtsblatt des Saarlandes, 18. März 2002, S. 566–576). Sie existieren in dieser Form jedoch bereits seit den Gesetzen über das Wappen und die Flagge des Saarlandes (Gesetze Nr. 508 und 509) vom 9. Juli 1956 (Amtsblatt, S. 1213).

#### Landeswappen
Das Landeswappen des Saarlandes besteht aus einem geviertelten Halbrundschild, der die Schildbilder der vier größten Landesherren zur Zeit des Alten Reiches zeigt (Richtungsangaben vom Standpunkt des Schildhalters aus gesehen): im rechten Obereck in blauem von neun silbernen Fußspitzkreuzen bestreuten Feld einen goldgekrönten, goldbewehrten und rotgezungten silbernen doppelschwänzigen Löwen (der Nassauer Löwe wegen der Grafschaft Saarbrücken), im linken Obereck in silbernem Feld ein rotes geschliffenes Kreuz (Kurfürstentum Trier), im rechten Untereck in goldenem Feld einen roten Schrägbalken, belegt mit drei silbernen gestümmelten Adlern (Alérion des Herzogtums Lothringen), und im linken Untereck in schwarzem Feld einen rotgekrönten, rotbewehrten und rotgezungten goldenen Löwen (der Pfälzer Löwe wegen des Wittelsbacher Herzogtums Pfalz-Zweibrücken).
Das Landeswappen darf nur von Landesbehörden und berechtigten Personen geführt werden. Privatpersonen können ihre Verbundenheit mit dem Saarland durch das Saarland-Symbol (stilisiertes abgewandeltes Landeswappen eingebettet in die stilisierte Saarschleife) zum Ausdruck bringen.
Gelegentlich ist (insbesondere als Autoaufkleber) auch ein ganz anderes Wappen anzutreffen: das frühere Landeswappen aus der Zeit von 1948 bis 1956, das an die damalige Saarland-Flagge angelehnt war (vgl. Abschnitt „Geschichte“). Der Namenszug Sarre, der auf den Aufklebern von heute über dem Wappen zu sehen ist, wurde damals allerdings nie zusammen mit dem Wappen verwendet.

Wappen des Saargebiets 1920 bis 1935
Wappen des Saarstaates 1947 bis 1956
Wappen des Saarlandes seit 1957

#### Landesflagge
Die Landesflagge des Saarlandes besteht aus der Flagge Deutschlands, darauf in der Mitte, in den schwarzen und den goldfarbenen Streifen übergreifend, das Landeswappen, die heraldisch rechte Seite (aus Sicht des Betrachters die linke Seite) zum Mast gewendet (Hissflagge). Sie kann auch als Bannerflagge ausgeführt sein, dann sind die Streifen senkrecht angeordnet, das Wappen steht aufrecht, die rechte Seite (aus Sicht des Betrachters die linke Seite) zum schwarzen Streifen hin gewendet.
Nach dem Beitritt des Saarlandes zur Bundesrepublik Deutschland wurde diese Kombination als Landesflagge gewählt, um demonstrativ auf die Zugehörigkeit des Saarlandes zu Deutschland hinzuweisen.
Obwohl die Flagge das Landeswappen enthält, darf die Landesflagge von jedem Landesbürger verwendet werden (im Gegensatz zu anderen Landesflaggen mit Wappen wie etwa die Flagge Berlins oder die Baden-Württembergs).

##### Saargebiet
Nach der Abtrennung des Saargebietes vom Deutschen Reich durch die Bestimmungen des Versailler Vertrages im Jahr 1920 bestand die Landesflagge aus einer blau-weiß-schwarzen Trikolore. Dies sind sowohl die Farben der beiden ehemaligen Staaten Preußen (schwarz-weiß) und Bayern (weiß-blau), aus Teilen deren Gebiete das Saargebiet gebildet wurde, als auch die Grundfarben der einzelnen Wappenfelder des Wappens des Saargebietes.

##### Saarstaat
Zu Zeiten des teilautonomen Saarlandes nach dem Zweiten Weltkrieg bestand die Flagge des Saarlandes aus einem silbernen (weißen) skandinavischen Kreuz, der Untergrund zum Mast hin blau, zur anderen Seite hin rot. Die Farbzusammenstellung konnte als Anlehnung an die französische Tricolore oder an die Wappenfarben der beiden bedeutendsten historischen Territorien im Saarraum, nämlich weiß-rot für Kurtrier und weiß-blau für die wittelsbachische bzw. bayerische Kurpfalz, gedeutet werden. Das Kreuz selbst sollte die christliche Prägung des gesamten gesellschaftlichen Lebens im Saarland nach dem Zusammenbruch des Nationalsozialismus symbolisieren.

Flagge des Saargebiets 1920 bis 1935
Flagge des Saarstaates 1947 bis 1956
Flagge des Saarlandes seit 1957

#### Hymne
Das Saarlandlied ist die Hymne des Saarlandes.

### Verwaltungsgliederung

#### Landkreise
| \| Kreis \| Verwaltungssitz \| Kfz-Kennzeichen \| Fläche in km² \| Einwohnerzahl Stand: 30. September 2024[42] \| \| -------------------------------- \| --------------- \| --------------- \| ------------- \| ------------------------------------------- \| \| (1) Landkreis Merzig-Wadern \| Merzig \| MZG \| 555,12 \| 109.021 \| \| (2) Landkreis Neunkirchen \| Ottweiler \| NK und OTW \| 249,21 \| 133.466 \| \| (3) Regionalverband Saarbrücken1 \| Saarbrücken \| SB und VK \| 410,62 \| 332.676 \| \| (4) Landkreis Saarlouis \| Saarlouis \| SLS \| 459,08 \| 205.341 \| \| (5) Saarpfalz-Kreis2 \| Homburg \| HOM und IGB \| 418,52 \| 144.250 \| \| (6) Landkreis St. Wendel \| St. Wendel \| WND \| 476,09 \| 087.965 \| | Karte           |                 |               |                                         |
| Kreis | Verwaltungssitz | Kfz-Kennzeichen | Fläche in km² | Einwohnerzahl Stand: 30. September 2024 |
| (1) Landkreis Merzig-Wadern | Merzig          | MZG             | 555,12        | 109.021                                 |
| (2) Landkreis Neunkirchen | Ottweiler       | NK und OTW      | 249,21        | 133.466                                 |
| (3) Regionalverband Saarbrücken1 | Saarbrücken     | SB und VK       | 410,62        | 332.676                                 |
| (4) Landkreis Saarlouis | Saarlouis       | SLS             | 459,08        | 205.341                                 |
| (5) Saarpfalz-Kreis2 | Homburg         | HOM und IGB     | 418,52        | 144.250                                 |
| (6) Landkreis St. Wendel | St. Wendel      | WND             | 476,09        | 087.965                                 |

Fußnoten
1 Bis zum 1. Januar 2008 hieß der Verband Stadtverband Saarbrücken.

2 Bis zum 9. Juli 1989 hieß der Landkreis Saar-Pfalz-Kreis.

#### Städte und Gemeinden in den Landkreisen
| (1) Landkreis Merzig-Wadern                                             | (2) Landkreis Neunkirchen                                                                          | (3) Regionalverband Saarbrücken | (4) Landkreis Saarlouis | (5) Saarpfalz-Kreis                                                                 | (6) Landkreis St. Wendel                                                                  |                                          |
| ----------------------------------------------------------------------- | -------------------------------------------------------------------------------------------------- | --- | --- | ----------------------------------------------------------------------------------- | ----------------------------------------------------------------------------------------- | ---------------------------------------- |
| - Merzig - Wadern - Beckingen - Losheim - Mettlach - Perl - Weiskirchen | - Neunkirchen - Ottweiler - Eppelborn - Illingen - Merchweiler - Schiffweiler - Spiesen-Elversberg | - Saarbrücken - Friedrichsthal - Püttlingen - Sulzbach/Saar - Völklingen - Großrosseln - Heusweiler - Kleinblittersdorf - Quierschied - Riegelsberg | - Saarlouis - Lebach - Dillingen/Saar - Bous - Ensdorf - Nalbach - Rehlingen-Siersburg - Saarwellingen - Schmelz - Schwalbach - Überherrn - Wadgassen - Wallerfangen | - Homburg - Blieskastel - Kirkel - Gersheim - Bexbach - St. Ingbert - Mandelbachtal | - St. Wendel - Freisen - Marpingen - Namborn - Nohfelden - Nonnweiler - Oberthal - Tholey | gelb = Städte, blassgelb = Landgemeinden |

Die 17 Städte sind fett gedruckt. Siehe dazu: Liste der Städte im Saarland.

#### Kfz-Kennzeichen
Die Verteilung der Kfz-Kennzeichen weicht etwas von der in Deutschland sonst üblichen ab, da im Saarland nicht nur jedem Landkreis ein Kfz-Kennzeichen zugeordnet ist, sondern auch den Mittelstädten. Daher haben nur die Landkreise Merzig-Wadern (MZG), St. Wendel (WND) und Saarlouis (SLS) ein einheitliches Kennzeichen; im Regionalverband Saarbrücken hingegen gibt es das Kennzeichen VK für die Stadt Völklingen und SB für den übrigen Regionalverband, im Saarpfalz-Kreis gibt es IGB für die Stadt St. Ingbert und HOM (nach der Kreisstadt Homburg) für den übrigen Landkreis.
Außerdem gibt es das Kennzeichen SAL für offizielle Stellen des Landes.

#### Verwaltungsgliederung vor der Kreisreform von 1974
- kreisfreie Stadt Saarbrücken (SB)
- Landkreis Homburg (HOM)
- Landkreis Merzig-Wadern (MZG)
- Landkreis Ottweiler (OTW) mit Mittelstadt Neunkirchen (NK)
- Landkreis Saarbrücken (SB) mit Mittelstadt Völklingen (VK)
- Landkreis Saarlouis (SLS)
- Landkreis Sankt Ingbert (IGB)
- Landkreis St. Wendel (WND)

Neunkirchen besitzt seit 1968 ein eigenes Kfz-Kennzeichen (NK, vorher OTW), ebenso Völklingen (VK, vorher SB).

#### Städte über 20.000 Einwohner
| Stadt/ Gemeinde | Kreis                       | Einwohner 31. Dezember 2000 | Einwohner 31. Dezember 2010 | Einwohner 31. Dezember 2017 | Einwohner 30. September 2024 |
| --------------- | --------------------------- | --------------------------- | --------------------------- | --------------------------- | ---------------------------- |
| Saarbrücken     | Regionalverband Saarbrücken | 183.257                     | 175.741                     | 180.966                     | 182.421                      |
| Neunkirchen     | Neunkirchen                 | 050.882                     | 047.398                     | 048.173                     | 47.475                       |
| Homburg         | Saarpfalz-Kreis             | 045.769                     | 043.808                     | 041.934                     | 43.305                       |
| Völklingen      | Regionalverband Saarbrücken | 042.990                     | 039.626                     | 039.376                     | 40.926                       |
| Sankt Ingbert   | Saarpfalz-Kreis             | 039.971                     | 037.195                     | 035.951                     | 35.525                       |
| Saarlouis       | Saarlouis                   | 038.182                     | 037.136                     | 034.532                     | 37.577                       |
| Merzig          | Merzig-Wadern               | 030.869                     | 030.355                     | 029.818                     | 31.722                       |
| St. Wendel      | St. Wendel                  | 027.303                     | 026.208                     | 025.959                     | 25.424                       |
| Blieskastel     | Saarpfalz-Kreis             | 023.149                     | 021.885                     | 020.770                     | 20.207                       |
| Dillingen/Saar  | Saarlouis                   | 021.444                     | 020.808                     | 020.143                     | 21.582                       |

### Internationale Beziehungen
Zwischen dem Saarland und den folgenden Regionen bestehen internationale Partnerschaften:
- Podkarpackie (Polen), seit 2009[44]
- Lwiw (Ukraine), seit 2023[45]

## Wirtschaft und Infrastruktur

### Energieversorgung
Im Juni 2012 wurde mit dem Bergwerk Saar der letzte Kohleförderbetrieb stillgelegt. In der (nunmehr ehemaligen) Kohlebergbauregion gibt bzw. gab es 4 größere Kohlekraftwerke: das Kraftwerk Bexbach, das Kraftwerk Ensdorf, das Kraftwerk Fenne und das Kraftwerk Weiher.
1995 begann mit dem Windpark Freisener Höhe die Entwicklung der Erneuerbaren Energien. Bis 2013 wurden Windkraftanlagen mit einer Gesamtleistung von 138 MW angeschlossen.
Im Jahr 2014 setzte sich der Strom-Mix im Saarland wie folgt zusammen: 60,2 % Steinkohle, 19,5 % Erdgas, 10 % Erneuerbare Energien, 10,3 % Sonstige.

### Wirtschaft
Die wirtschaftliche Entwicklung des Saarlandes steht im engen Zusammenhang mit dem regionalen Strukturwandel, der mit der Einstellung des Steinkohlebergbaus einherging. Bis in die Mitte des 20. Jahrhunderts waren der Bergbau und die daran angegliederte Stahlindustrie die Hauptarbeitgeber der Region und prägten die wirtschaftliche Infrastruktur des Landes. Ab den 1960er Jahren setzte mit einer schrittweisen Rückentwicklung des Bergbaus ein umfassender Wandel ein, der in den 1980er Jahren durch eine drastische Reduzierung der Fördermengen verstärkt wurde. Durch die Ansiedlung von Automobilindustrie konnten jedoch auch wieder neue Arbeitsplätze geschaffen werden.
2005 hatte das Saarland die höchsten wirtschaftlichen Zuwachsraten beim Bruttoinlandsprodukt. Es lag im ersten Halbjahr 2005 real um 2,8 Prozent über dem Vorjahreszeitraum, während im Bundesdurchschnitt nur 0,6 Prozent Wachstum erreicht wurden.
Des Weiteren gewann das Saarland mehrmals das Dynamikranking der Initiative Neue Soziale Marktwirtschaft, das die Veränderungen in den Bundesländern bewertet. Ministerpräsident Peter Müller bewertete dies als Erfolg seiner Reformpolitik, die zur Ansiedlung neuer Industrie- und Dienstleistungszweige führe.
Im Vergleich mit dem Bruttoinlandsprodukt der Europäischen Union, ausgedrückt in Kaufkraftstandards, erreicht das Saarland einen Index von 119 (EU-28: 100, Deutschland: 126) (2014).
2024 betrug die Wirtschaftsleistung im Bundesland Saarland gemessen am BIP rund 42,6 Milliarden Euro.(s. Liste der deutschen Bundesländer nach Bruttoinlandsprodukt). Das entspricht einer Leistung pro Kopf von 42.857 Euro (Bundesrepublik: 50.819 Euro). Belief sich der Schuldenstand des Landes im Dezember 2007 noch auf rund 9,1 Milliarden Euro, legte er bis Juni 2023 auf 13,1 Milliarden Euro zu. Das entspricht einer Pro-Kopf-Verschuldung von ca. 14.400 Euro (Bundesrepublik: ca. 7.100 Euro). In Relation zum BIP beträgt der Verschuldungsgrad 34 %, nur in Berlin (36 %) und Bremen (58 %) ist die Relation noch ungünstiger (Bundesrepublik: 16 %)(s. Liste der deutschen Bundesländer nach Verschuldung).
Seit 2014 präsentiert sich das Land mit einer neuen Imagekampagne. Das Motto „Großes entsteht immer im Kleinen“ und daran gekoppelte Maßnahmen werben für das Land als Lebens- und Wirtschaftsstandort.

#### Unternehmen

Weltkulturerbe Völklinger Hütte

- Bedeutendster wirtschaftlicher Bereich an der Saar ist heute die Automobilindustrie mit Ford in Saarlouis, zusammen mit der dazugehörigen Zuliefererindustrie mit Bosch, INA und Michelin in Homburg, ZF Friedrichshafen in Saarbrücken und Eberspächer in Neunkirchen. Dabei ist ZF mit knapp 9000 Mitarbeitern der größte Arbeitgeber in der Industrie im Saarland.[53]
- Mit der Saarstahl AG und der AG der Dillinger Hüttenwerke sind noch zwei große Stahlunternehmen im Saarland beheimatet.
- Größere Arbeitgeber aus der Elektrotechnikbranche sind die Hager Group in Blieskastel und Festo in Rohrbach.
- Auch die Keramikindustrie (Villeroy & Boch) hat eine bedeutende Rolle in der Wirtschaft des Saarlandes.
- Stark gefördert und im Wachstum begriffen ist der Bereich der Informatik und der Informationsindustrie, Scheer in Saarbrücken und SAP in St. Ingbert.
- Ein wichtiger Wirtschaftszweig war der Steinkohlenbergbau. Dieser hatte auch für die Bevölkerungsentwicklung große Bedeutung.

#### Arbeitsmarkt
Nur die Stadtstaaten Bremen, Hamburg und Berlin weisen eine höhere Pendlerquote auf als das Saarland. 52.000 Menschen pendeln zum Arbeiten ins Saarland, umgekehrt pendeln knapp 28.000 Saarländer, vor allem nach Rheinland-Pfalz und Nordrhein-Westfalen.
Die zehn wichtigsten Standorte sozialversicherungspflichtiger Beschäftigung sind (Arbeitsortangaben):
| Stadt       | sozialvers. Beschäftigte 30. Juni 2019 | Veränderung seit 30. Juni 2015 2 | Pendlersaldo 30. Juni 2019 2 | Arbeitsplatzdichte 1 2 |
| ----------- | -------------------------------------- | -------------------------------- | ---------------------------- | ---------------------- |
| Saarbrücken | 113.417                                | +1,74 %                          | +48.730                      | 1.050                  |
| Homburg     | 32.002                                 | +0,5 %                           | +16.255                      | 1.350                  |
| Saarlouis   | 29.009                                 | +6,44 %                          | +15.806                      | 1.520                  |
| Neunkirchen | 21.983                                 | −0,34 %                          | +4.764                       | 840                    |
| St. Ingbert | 18.507                                 | +6,01 %                          | +4.814                       | 962                    |
| Völklingen  | 14.846                                 | +0,07 %                          | +7.213                       | 1.305                  |
| Dillingen   | 14.690                                 | +2,1 %                           | +986                         | 672                    |
| St. Wendel  | 14.431                                 | +7,02 %                          | +4.472                       | 995                    |
| Merzig      | 11.358                                 | +12,21 %                         | +1.248                       | 667                    |
| Sulzbach    | 8.005                                  | +3,02 %                          | +1.994                       | 865                    |

| Jahr                   | 2000 | 2001 | 2002 | 2003 | 2004 | 2005 | 2006 | 2007 | 2008 | 2009 | 2010 |
| ---------------------- | ---- | ---- | ---- | ---- | ---- | ---- | ---- | ---- | ---- | ---- | ---- |
| Arbeitslosenquote in % | 9,8  | 9,0  | 9,1  | 9,5  | 9,2  | 10,7 | 9,9  | 8,4  | 7,3  | 7,7  | 7,5  |

| Jahr                   | 2011 | 2012 | 2013 | 2014 | 2015 | 2016 | 2017 | 2018 | 2019 | 2020 | 2024 |
| ---------------------- | ---- | ---- | ---- | ---- | ---- | ---- | ---- | ---- | ---- | ---- | ---- |
| Arbeitslosenquote in % | 6,8  | 6,7  | 7,3  | 7,2  | 7,2  | 7,2  | 6,7  | 6,1  | 6,2  | 7,2  | 7,0  |

### Verkehr

#### Verkehrsstruktur
Durch seine frühe und intensive Industrialisierung besteht im Saarland eine sehr gute Verkehrs-Infrastruktur. Nirgendwo in Deutschland fand sich ein so dichtes Schienennetz für den Personenverkehr wie im Saarland, bis die Deutsche Bundesbahn in den 1960er Jahren begann, viele Strecken nicht mehr zu bedienen. Die in weiten Teilen des Landes kleinräumige Gliederung hat dazu geführt, dass heute im Saarland mit durchschnittlich 704 Kraftfahrzeugen pro 1000 Einwohner die meisten Pkw im Verhältnis zur Bevölkerungszahl in einem deutschen Flächenland zugelassen sind.

#### Öffentlicher Personenverkehr
Am 1. August 2005 wurde mit dem Saarländischen Verkehrsverbund (SaarVV) ein Verbundtarif eingeführt. Zuvor gab es nur die Verkehrsgemeinschaft Saar, die für einige Tarifkooperationen sorgte und die Freifahrt für Schwerbehinderte sicherstellte.

#### Schienenverkehr
Die wichtigste Schienenfernverbindung ist die Strecke Mannheim–Paris. Dafür wurde von 2006 bis Dezember 2007 der Saarbrücker Hauptbahnhof zum „Europabahnhof“ umgebaut. Von Juni bis Dezember 2007 fuhr zuerst nur ein ICE-Paar Paris–Frankfurt (Main) über Saarbrücken, welches in Frankreich eine neue Schnellfahrstrecke benutzte; zwei weitere ICE-Paare endeten vorerst in Saarbrücken. Seit Dezember 2007 verkehren fünf ICE-Paare zwischen Deutschland und Frankreich, die im Saarland nur in Saarbrücken halten. Saarbrücken ist an das französische Hochgeschwindigkeitsnetz LGV Est européenne angebunden (Fahrtzeit Saarbrücken–Paris: eine Stunde, 50 Minuten).
Der weitere Fernverkehr auf der Linie Saarbrücken-Kaiserslautern–Mannheim–Frankfurt (Main) wird täglich mit mehreren IC- und ICE-Zügen bedient, davon ein Zugpaar nach Dresden, einmal täglich nach Stuttgart und zurück sowie ein Zugpaar bis/ab Graz über München. Auf allen anderen Strecken im Saarland fahren inzwischen nur noch Regionalzüge, nachdem im Dezember 2002 die InterRegio-Züge, die über der Saarstrecke Richtung Koblenz–Köln–Norddeutschland fuhren, aus den Fahrplänen gestrichen wurden. Auf der Nahetalbahn und der Bahnstrecke Landau–Rohrbach verkehren seit 1991 keine D-Züge mehr.
In Saarbrücken ist 1997 mit der Saarbahn die 1965 abgeschaffte Straßenbahn Saarbrücken wieder zurückgekehrt.
Betriebene Bahnstrecken
| Kursbuch-Nr.                                 | Streckenname                          | Wichtige Stationen                                                                                    |
| -------------------------------------------- | ------------------------------------- | --- |
| 682                                          | Forbacher Bahn                        | Saarbrücken Hbf – Forbach (Frankreich) – Metz (Frankreich) – Paris, Gare de l’Est (Frankreich)        |
| 670                                          | Bahnstrecke Mannheim–Saarbrücken      | Saarbrücken Hbf – St. Ingbert – Homburg (Saar) Hbf – Kaiserslautern – Mannheim                        |
| 674                                          | Bahnstrecke Landau–Rohrbach           | Saarbrücken Hbf – St. Ingbert – Zweibrücken – Pirmasens (– Landau (Pfalz))                            |
| 680                                          | Nahetalbahn                           | (Frankfurt am Main –) Mainz – Türkismühle – St. Wendel – Neunkirchen (Saar) Hbf – Saarbrücken Hbf     |
| 681                                          | Primstalbahn / Fischbachtalbahn       | Saarbrücken – Illingen – Lebach-Jabach                                                                |
| 683                                          | Pfälzische Ludwigsbahn / Primstalbahn | Homburg/Saar Hbf – Bexbach – Neunkirchen (Saar) Hbf – Illingen                                        |
| 684                                          | Obere Saartalbahn / Europabahn        | Saarbrücken Hbf – Sarreguemines (Frankreich) – Strasbourg (Frankreich) – Offenburg                    |
| 687                                          | Niedtalbahn                           | Dillingen – Niedaltdorf (– Bouzonville (Frankreich))                                                  |
| 690                                          | Moselstrecke/Saarstrecke              | Saarbrücken Hbf – Völklingen – Saarlouis Hbf – Dillingen – Trier – Köln                               |
| 692                                          | Obermoselstrecke                      | Metz – Thionville – Apach (Frankreich) – Perl – Trier                                                 |
| ohne/teilweise 684 (Brebach – Sarreguemines) | Saarbahn                              | Lebach – Heusweiler – Walpershofen – Riegelsberg – Saarbrücken – Brebach – Sarreguemines (Frankreich) |
| 12683                                        | Ostertalbahn                          | Ottweiler – Schwarzerden                                                                              |

Dieser Verkehrszweig bildete bis 1956 eine eigene Staatsbahn, die Eisenbahnen des Saarlandes (EdS).

#### Straßenverkehr
Das Saarland wird von folgenden Autobahnen durchquert:
| BAB   | Strecke im Saarland                                                     | Weiterer Verlauf |
| ----- | ----------------------------------------------------------------------- | --- |
| A 100 | Saarbrücken – Riegelsberg – Nonnweiler –                                | AD Moseltal (bei Trier) – Eifel – Köln – Münster – Bremen – Hamburg – Heiligenhafen ca. 730 km                            |
| A 600 | Saarbrücken Goldene Bremm (Grenze Frankreich) – St. Ingbert – Homburg – | Kaiserslautern – Mannheim – Heilbronn – Nürnberg – Waidhaus (Grenze Tschechien) ca. 477 km                                |
| A 800 | Perl (Grenze Luxemburg) – Saarlouis – Neunkirchen – Homburg             | Zweibrücken – Pirmasens – Landau – Karlsruhe – Stuttgart – Ulm – München – Bad Reichenhall – Grenze Österreich ca. 500 km |
| A 620 | nördliche Randbereiche südlich des Hochwaldes                           | Kusel – Landstuhl – Pirmasens ca. 80 km                                                                                   |
| A 620 | Saarlouis – Völklingen – Saarbrücken ca. 30 km                          | |
| A 623 | Saarbrücken – AD Friedrichsthal ca. 10 km                               | |

Darüber hinaus gibt es noch eine Reihe wichtiger Bundesstraßen:
- B 10, B 41, B 51, B 268, B 269, B 405, B 406, B 407, B 420, B 423.

Da das Saarland keine Kreisstraßen hat, ist das Netz der Landesstraßen besonders dicht.
Die Kreisstraßen sind im Saarland die Landesstraßen zweiter Ordnung, da sie für den Landkreis zuständig sind, während die Landesstraßen erster Ordnung dem Land zuständig sind.

#### Wasserverkehr
Der Unterlauf der Saar ist von Konz bis oberhalb von Saarbrücken für die Großschifffahrt ausgebaut. Ab Saarbrücken bis Saargemünd ist der Fluss für kleinere Schiffe (Penischen) befahrbar. Ab Saargemünd ist die Saar über den Saarkanal (früher auch Saar-Kohlen-Kanal genannt) mit dem Rhein-Marne-Kanal verbunden.

#### Luftverkehr
Der Flughafen Saarbrücken ist ein internationaler Verkehrsflughafen mit ca. 12.000 Starts und Landungen jährlich. Weitere internationale Flugplätze befinden sich in der unmittelbaren Nachbarschaft des Saarlandes: Luxemburg und Frankfurt-Hahn.

### Bildung und Forschung
Die Universität des Saarlandes, die 1948 gegründet wurde, hat ihre Standorte in Saarbrücken und Homburg. Saarbrücken ist Sitz der Verwaltung. Dort sind auch die meisten Studiengänge angesiedelt. Das Institut der Informatik ist eingebunden in das Kaiserslautern-Saarbrücken Computer Science Cluster, in dem etwa 800 Forscher zusammenarbeiten. In Saarbrücken wird außerdem das Krebsregister Saarland geführt. Der Campus in Homburg ist Sitz der medizinischen Fakultät.
Die Deutsch-Französische Hochschule, gegründet 1999, bietet Studiengänge an, die mit einem Doppel- oder Dreifachdiplom (deutsch, französisch, luxemburgisch) abschließen. Die Lehrveranstaltungen finden dabei an Hochschulen in Deutschland, Frankreich und ggf. einem Drittland statt. Die Außenminister der Bundesrepublik Deutschland und der Französischen Republik unterschrieben am 15. September 1978 die Konvention, mit der das Deutsch-Französische Hochschulinstitut für Technik und Wirtschaft/L'Institut supérieur franco-allemand de techniques, d'économie et de sciences (DFHI/ISFATES) mit Sitz in Saarbrücken bzw. in Metz gegründet wurde. Das DFHI bietet einen drei- bzw. fünfjährigen deutsch-französischen Studienzyklus mit alternierenden Studienorten (Metz, Saarbrücken, Luxemburg) an.
Die Hochschule für Musik Saar – University of Music wurde 1947 als Staatliches Konservatorium gegründet. Nach Einrichtung eines Instituts für Katholische Kirchenmusik und eines Instituts für Schulmusik wurde es 1957 in eine Staatliche Hochschule für Musik umgewandelt und 1971 in die Trägerschaft des Saarlandes überführt.
Die Hochschule der Bildenden Künste Saar wurde 1989 in ihrer heutigen Form als Kunsthochschule mit universitärem Status gegründet und geht aus der 1924 gegründeten Staatlichen Schule für Kunst und Kunstgewerbe und der ab 1946 bestehenden Schule für Kunst und Handwerk hervor.
Im Saarland gibt es folgende Fachhochschulen
- Die Hochschule für Technik und Wirtschaft des Saarlandes (HTW), gegründet 1971 durch Zusammenschluss der Höheren Wirtschaftsschule, der Staatlichen Ingenieurschule und der Staatlichen Werkkunstschule, erhielt 1991 ihren heutigen Namen. Weiterhin übernahm die HTW ab 2005 die sozialwissenschaftliche Fakultät der Katholischen Hochschule für Soziale Arbeit, die drei Jahre später gänzlich geschlossen wurde. Auch hier gibt es deutsch-französische Kooperationen (besonders mit der Grenoble École de Management).
- Die Fachhochschule für Verwaltung des Saarlandes bildet in Göttelborn die Anwärter für die Beamtenlaufbahn des gehobenen Dienstes aus.

Auf dem Campus der Universität des Saarlandes sind folgende privatrechtliche Forschungsinstitute angesiedelt:
- das Max-Planck-Institut für Informatik (gegründet 1988);
- das Max-Planck-Institut für Softwaresysteme (gegründet 2004);

der Max-Planck-Gesellschaft;
- das CISPA – Helmholtz-Zentrum für Informationssicherheit (gegründet 2017)
- das Helmholtz-Institut für Pharmazeutische Forschung Saarland (gegründet 2009);

der Helmholtz-Gemeinschaft Deutscher Forschungszentren;
- das Fraunhofer-Institut für Zerstörungsfreie Prüfverfahren (IZFP) (in Saarbrücken) sowie
- das Fraunhofer-Institut für Biomedizinische Technik (IBMT) (in St. Ingbert)

der Fraunhofer-Gesellschaft;
- das Leibniz-Institut für Neue Materialien (INM);
- das Deutsche Forschungszentrum für Künstliche Intelligenz (DFKI);
- das Korean Institute of Science and Technology (KIST) Europe, der 1996 gegründete europäische Ableger eines der größten koreanischen Forschungsinstitute;
- das Intel Visual Computing Institute;
- der Cluster of Excellence Multimodal Computing & Interaction (MMCI);
- die Saarbrücken Graduate School of Computer Science;
- das Zentrum für Bioinformatik (CBI);
- das Informatik Kompetenzzentrum an der Universität des Saarlandes;
- Internationales Konferenz- und Begegnungszentrum für Informatik auf Schloss Dagstuhl;
- die Arbeitsstelle für Österreichische Literatur und Kultur (AfÖLK)/Robert-Musil-Forschung innerhalb der Germanistik;
- das SaarLernNetz als zentrale Anlaufstelle für alles rund um das Thema Bildung.

#### Historische Hochschulen
- Die Katholische Hochschule für Soziale Arbeit bestand von 1971 bis 2008. Sie stand in der Trägerschaft des Bistums Trier.

#### Ausbildungsplätze
Bei dem jährlichen Dynamikranking der Bundesländer der Initiative Neue Soziale Marktwirtschaft belegt das Saarland im Bereich Ausbildungsplatzvermittlung den ersten Platz. Das Angebot an Ausbildungsplätzen ist von 2004 bis 2006 überdurchschnittlich stark angestiegen. Mit einem Plus von 4,0 Prozentpunkten liegt das Saarland deutlich vor allen anderen Bundesländern.

### Medien
Das Saarland ist neben der Freien Hansestadt Bremen das kleinste Bundesland mit einer eigenen öffentlich-rechtlichen Rundfunkanstalt, dem Saarländischen Rundfunk. Der SR ist Mitglied der ARD und hat seinen Sitz in Saarbrücken. Er betreibt unter anderem das SR Fernsehen und fünf Hörfunkprogramme.
Die Landesmedienanstalt Saarland (LMS) ist eine Anstalt des öffentlichen Rechts und hat ihren Sitz in Saarbrücken. Sie ist eine staatliche Kontrollbehörde und verantwortlich für die Lizenzierung und Kontrolle privater Radio- und Fernsehsender sowie deren Koordination mit den öffentlich-rechtlichen Sendern. Die LMS betreibt weiterhin im Auftrag des Landes Filmförderung und Vermittlung von Medienkompetenz. Radio Salü ist ein privater Radiosender mit Sitz in Saarbrücken, dessen Reichweite das gesamte Saarland umfasst. Seit dem 5. Juni 2008 verfügt die Landeshauptstadt Saarbrücken mit Radio Saarbrücken 99,6 über ihren eigenen lokalen Radiosender.
Die einzige Tageszeitung des Saarlands ist die Saarbrücker Zeitung, die einerseits als Regionalzeitung das gesamte Saarland abdeckt, mit elf Lokalredaktionen aber auch als Lokalzeitung örtliche Berichterstattung betreibt. Der Wochenspiegel ergänzt als wöchentlich erscheinendes Anzeigenblatt mit einem umfangreichen redaktionellen Anteil die saarländische Medienlandschaft. Auch der Wochenspiegel hält neun Lokalredaktionen vor. Die rheinland-pfälzischen regionalen Tageszeitungen Die Rheinpfalz und Pfälzischer Merkur decken in ihrer Berichterstattung den Saarpfalz-Kreis und das saarländische Landesgeschehen ab. Seit einigen Jahren werden im Saarland zwei Online-Magazine betrieben: Saar Report und Saar-Zeitung (Verbreitungsgebiet: Landkreis Saarlouis, Regionalverband Saarbrücken).
Im Saarland werden einige Lifestyle-Magazine mit Regionalen Bezügen publiziert (TOP-Magazin, L!VE, Eurosaar, Background, Saar-Revue). Seit dem 31. März 2005 erscheint die Zeitung Bild als Bild Saarland mit einem Regionalteil.

### .saarland-Domains
Seit dem 30. Oktober 2014 können Domains mit der Endung .saarland registriert werden. Die Verwaltung der Domains wird durch die dotSaarland GmbH übernommen.
Die Sunrise-Phase begann am 18. Juli 2014 und endete am 15. September 2014. Die erste Domain (abgesehen von der Registrierungsstelle) ist seit dem 23. September 2014 abrufbar.

## Kunst und Kultur

### Saarländische Spezialitäten
Die traditionelle saarländische Küche setzt sich aus einfachen regionalen Produkten zusammen: Kartoffeln, Gemüse, Sauerkraut, Getreidemehl, Wurst und Fleisch. Als typisch saarländische Speisen und Getränke gelten:
- Dibbelabbes und Schaales (ähnlicher Teig wie Reibekuchen)
- Lyoner (Fleischwurst) im Ring
- Hoorische (Kartoffelklöße aus rohen Kartoffeln)
- Gefillde (gefüllte Kartoffelklöße)
- Geheirade („Verheiratete“, Kombination aus Mehlklößen und Kartoffeln mit heller Specksoße)
- Doppelweck (Brötchen)
- Schneebällchen (sehr lockere, luftige Kartoffelknödel)
- Schwenker (typisches Schwenksteak)
- Bettseichersalat (Löwenzahnsalat; seichen = urinieren, wegen der harntreibenden Wirkung; in der französischen Sprache heißt der Löwenzahn offiziell pissenlit = pinkle ins Bett)
- Bekannte saarländische Biere kommen und kamen zum Beispiel von den Brauereien Becker (St. Ingbert), Bruch (Saarbrücken), Donner (Saarlouis), Großwald (Heusweiler-Eiweiler), Gross (Riegelsberg), Karlsberg (Homburg), Neufang (Saarbrücken), Ottweiler Brauerei, Paqué (St. Wendel), Saarfürst (Merzig), Schäfer (Dirmingen), Schloss (Neunkirchen) und Walsheim (Walsheim). Karlsberg dominiert heute (2012) den Getränkemarkt im Saarland, die meisten ehemaligen saarländischen Biermarken gehören heute zur Karlsberg-Gruppe, nicht jedoch die beiden Brauereien Bruch und Grosswald, welche sich im Gegensatz zu Karlsberg auch heute noch zu 100 Prozent in Privatbesitz befinden.
- Die Saar-Weine (Anbaugebiet Mosel-Saar-Ruwer) stammen nicht aus dem Saarland, sondern vom Unterlauf der Saar in Rheinland-Pfalz. Saarländische Weine werden an dem kurzen Moselabschnitt namens Obermosel (zur Weinvermarktung auch: „Südliche Weinmosel“) angebaut, der Grenze zwischen dem Saarland und Luxemburg.
- Hauptsächlich im Merziger Raum und auf dem Saargau wird der Viez (Apfelwein) hergestellt. Zwischen Merzig und Trier verläuft die Viezstraße.
- Obstschnäpse werden in nahezu allen Teilen des Landes, insbesondere aber im Bliesgau und im Saargau produziert. Gebrannt wird quer durch den Obstgarten: Kirsch, Apfel, Wildbirne, Quetsch (Zwetschge), Mirabelle, Trester, Schlehe oder auch die seltene Spezialität Hundsärsch, ein Mispel-Brand.

### Sehenswürdigkeiten
Im Saarland gibt es, teilweise auf engstem Raum, eine Fülle von Sehenswürdigkeiten aus den Bereichen Natur und Technik und jede Menge Baudenkmäler und Kunstwerke zu entdecken.

### Baudenkmäler
Das Saarland beherbergt einige Boden- und Baudenkmäler von europäischem Rang, wie die keltischen und römischen Ausgrabungen an der Obermosel (Gemeinde Perl mit den Ortsteilen Nennig und Borg) und im Bliesgau (Bliesbruck-Reinheim und Schwarzenacker), sowie den so genannten Hunnenring in Otzenhausen. Aus der Neuzeit stammen der barocke Ludwigsplatz mit der Ludwigskirche in Saarbrücken. In der Weltkulturerbe-Liste der UNESCO ist die historische Völklinger Hütte zu finden.

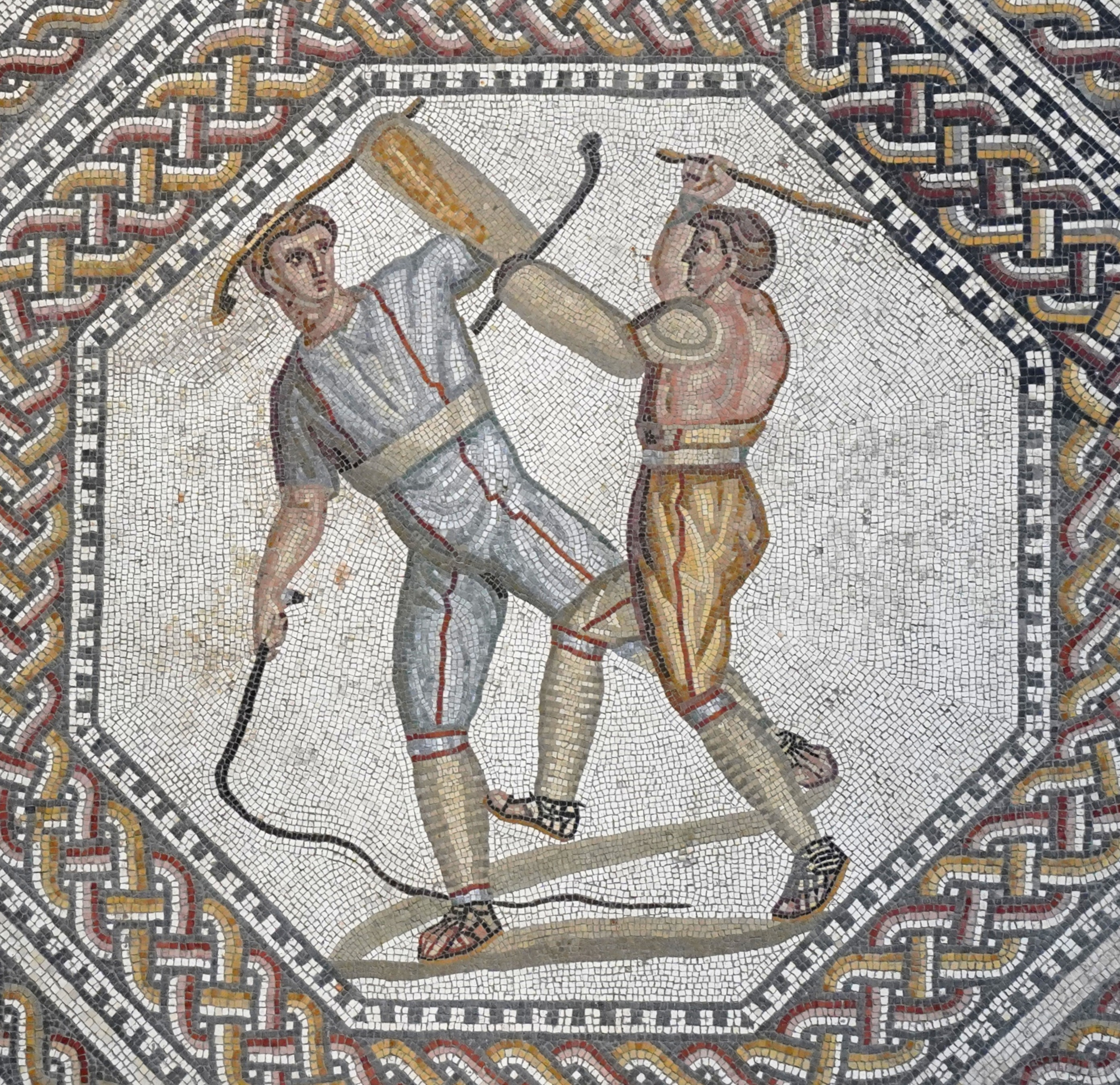
Römischer Mosaikboden in Perl
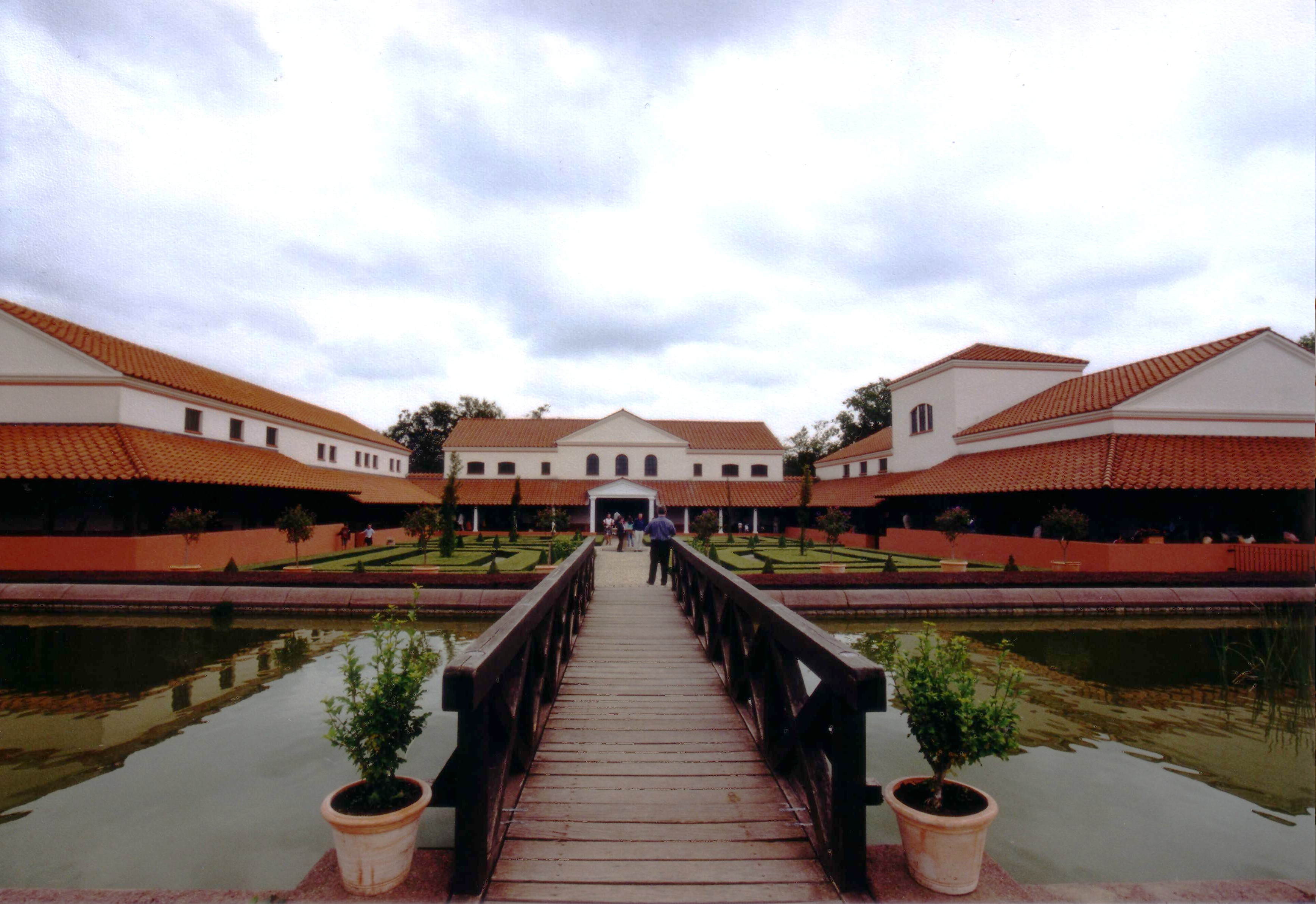
Rekonstruierte römische Villa in Borg
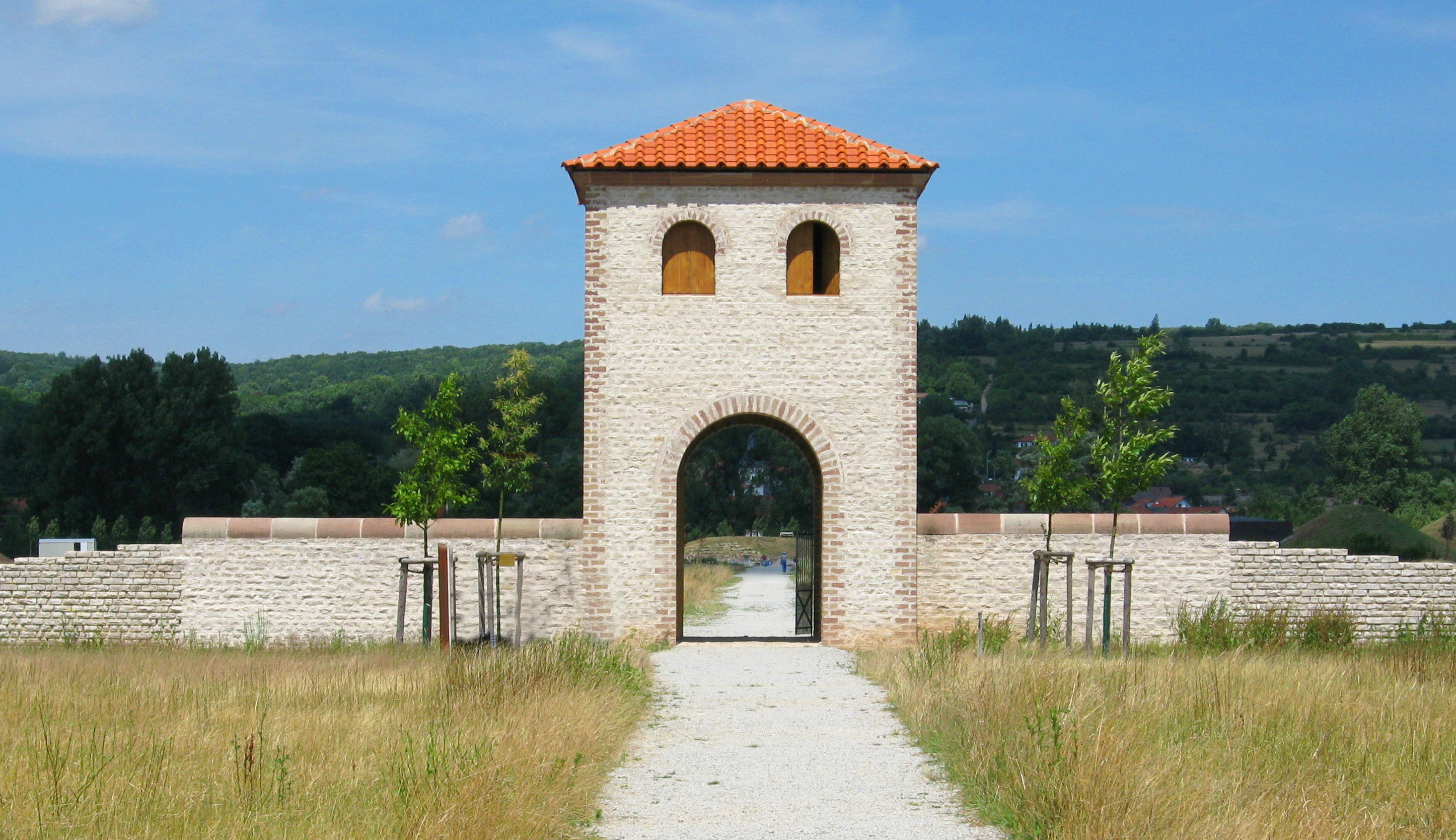
Europäischer Kulturpark Bliesbruck-Reinheim
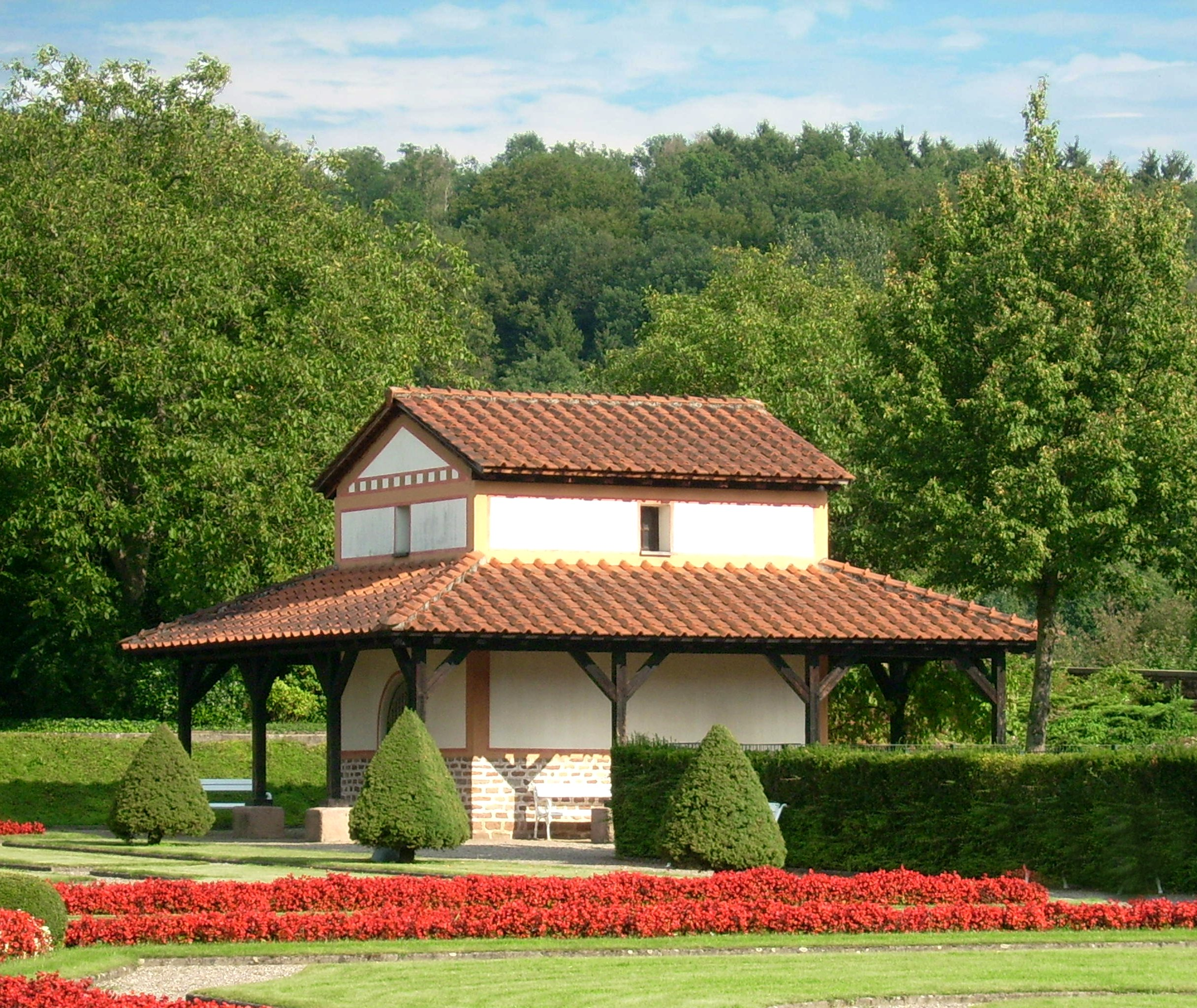
Rekonstruierter gallo-römischer Tempel im Römermuseum Schwarzenacker
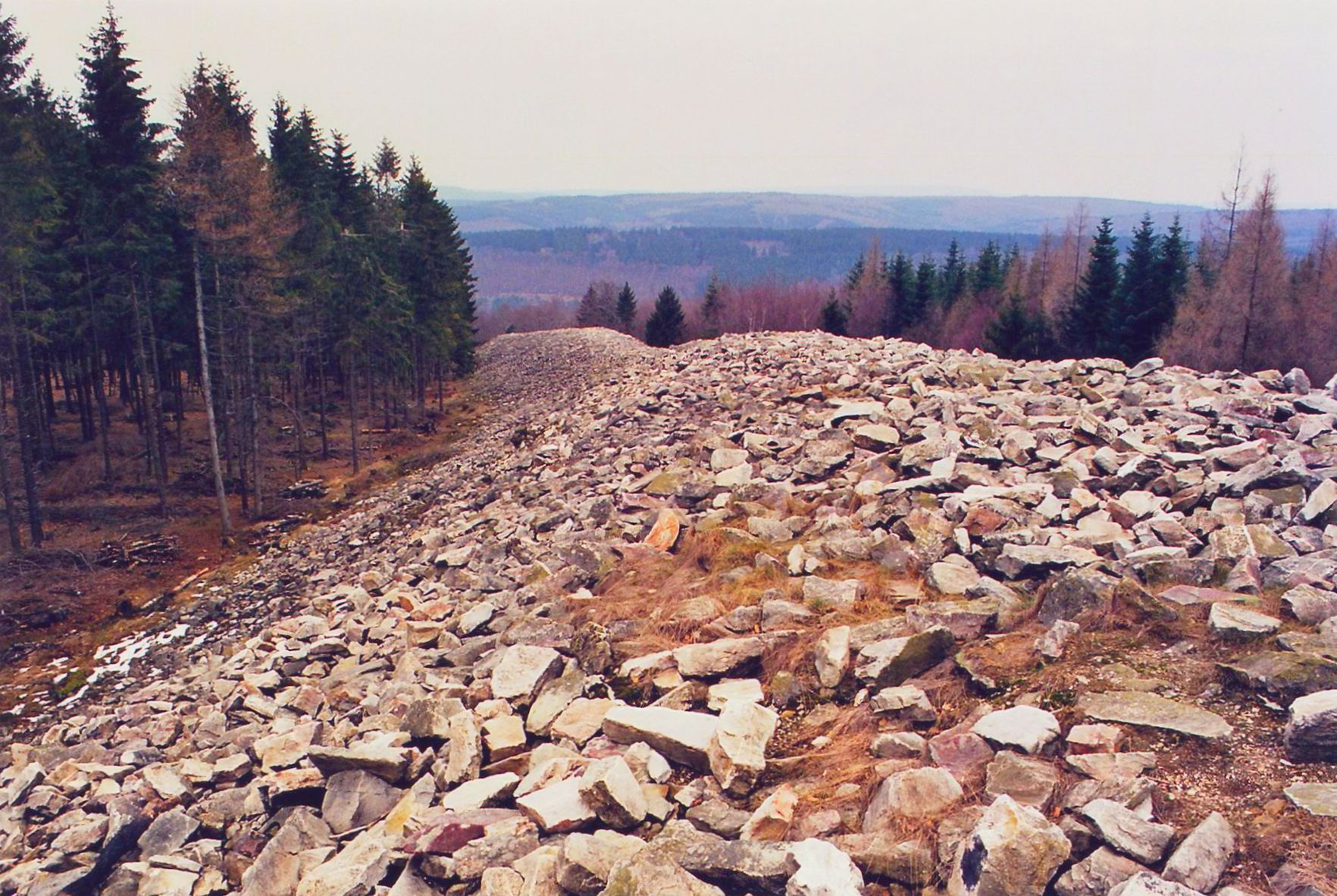
Hunnenring bei Otzenhausen
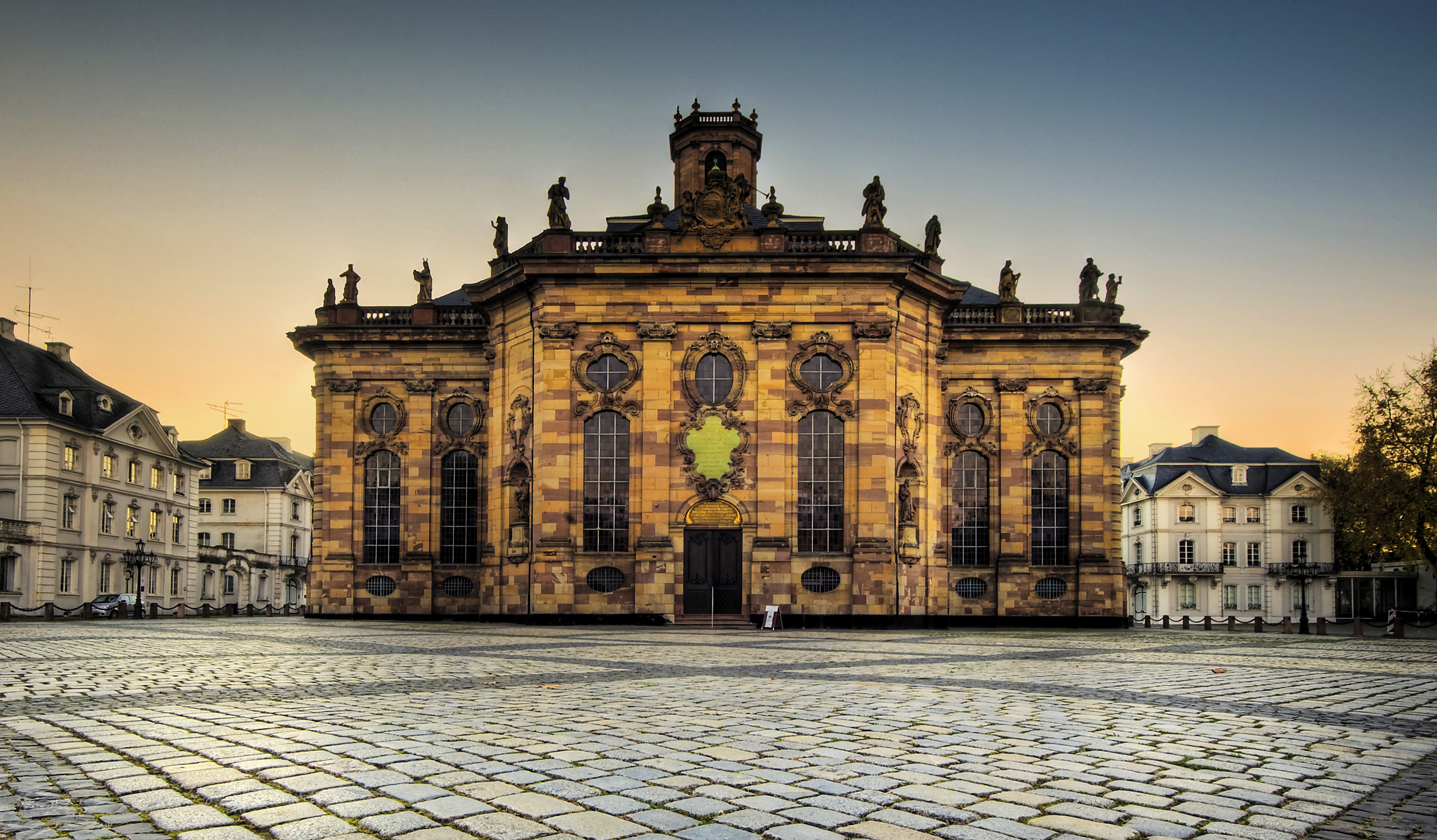
Die Ludwigskirche in Saarbrücken
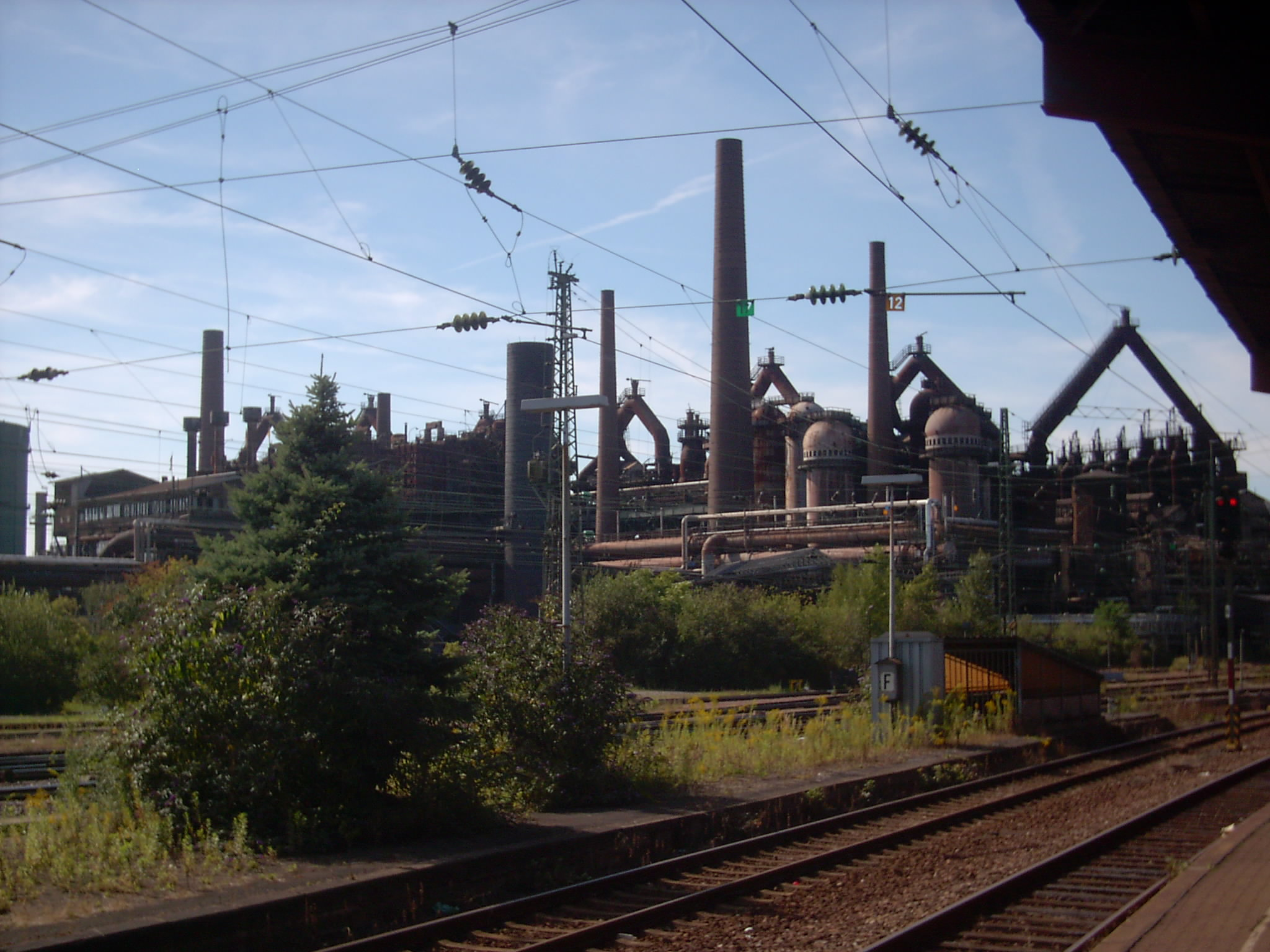
Das Weltkulturerbe Völklinger Hütte

### Jüdische Friedhöfe
Im Saarland gibt es 16 Jüdische Friedhöfe: in Blieskastel, Dillingen, Homburg, Illingen, Merzig, Neunkirchen, Nohfelden-Gonnesweiler, Nohfelden-Sötern, Ottweiler, Saarbrücken (alt), Saarbrücken (neu), Saarlouis, Saarwellingen, St. Ingbert, St. Wendel und in Tholey.

### Kunstsammlungen
Die bedeutendste Kunstsammlung des Saarlandes beherbergt die Moderne Galerie des Saarlandmuseums in Saarbrücken mit Gemälden des deutschen Expressionismus, allen voran das berühmte Kleine blaue Pferd von Franz Marc. Ein besonderer Sammelschwerpunkt des Museums liegt auf Alexander Archipenko; die Sammlung besitzt 107 Gipsmodelle und zahlreiche Bronzegüsse des Künstlers.
Das Museum St. Ingbert wurde 1987 in der Trägerschaft der Albert-Weisgerber-Stiftung eröffnet. Es wurde im Juli 2007 auf Vorschlag der St. Ingberter Stadtverwaltung und Beschluss des St. Ingberter Stadtrates geschlossen.

### Museen
Das Historische Museum Saar am Schlossplatz in Saarbrücken zeigt die Landesgeschichte und weist auf kultur-, sozial-, wirtschafts-, industrie- und technikgeschichtliche Aspekte des Saarlands hin. Die Dauerausstellung präsentiert auf 1700 m² die wechselvolle Geschichte des Saargebiets und des heutigen Saarlandes von 1870 bis in die zweite Hälfte des 20. Jahrhunderts anhand von Kunst- und Designobjekten, aber auch vielen Alltagsgegenständen.
Die besondere Bedeutung des Bergbaus für die Region können Besucher im Saarländischen Bergbaumuseum in Bexbach erfahren. Es beschäftigt sich ausschließlich mit dem Steinkohlenbergbau von den frühen Anfängen im 15. Jahrhundert bis in die Mitte der 1980er Jahre.

### Musik
Das Saarland besitzt mit der Deutschen Radio Philharmonie Saarbrücken Kaiserslautern einen Klangkörper von europäischem Rang. Das Orchester entstand 2007 durch Fusion des Rundfunk-Sinfonie-Orchesters Saarbrücken mit dem Rundfunkorchester Kaiserslautern. Bekannte Dirigenten waren Hans Zender und Christoph Poppen.
In der populären Musik sind Sandra, Ingrid Peters, der Produzent Frank Farian und die erste deutsche ESC-Siegerin Nicole von Bedeutung. Bekannte Bands sind Powerwolf und Blackeyed Blonde. In der Rapmusik sind Genetikk und DCVDNS bekannt.
Als Jazz-Musiker sind Oliver Strauch (Schlagzeug), Christof Thewes (Posaune), Georg Ruby (Klavier) oder Nicole Johänntgen (Saxophon) zu nennen.
Die bedeutendsten Festivals sind das Rocco del Schlacko (Rock/Pop), das SR Ferien Open Air St. Wendel (Pop) sowie die Musikfestspiele Saar (Klassik).

### Saarländische Literatur
Aus der jüngeren Vergangenheit sind vor allem zwei Literaten aus dem Saarland bekannt geworden: Der Romancier Ludwig Harig und der Lyriker Johannes Kühn. Weitere bekannte Schriftsteller mit Bezug zum Saarland sind u. a. Gustav Regler, Kerstin Rech, Alfred Gulden, Arnfrid Astel, Johannes Kirschweng und Florian Russi (Rudolf Dadder).
Erwähnenswerte Beschreibungen der Saarregion finden sich in Dichtung und Wahrheit (2. Teil, 10. Buch) von Johann Wolfgang von Goethe und in Soldatenleben von Johann Michael Moscherosch. In der zeitgenössischen Literatur sind Die saarländische Freude und Das Saarland von Ludwig Harig hervorzuheben.

### Theater und Film
Jährlich im Januar findet in Saarbrücken das international bedeutendste Festival des deutschsprachigen Nachwuchsfilms statt, der nach dem in Saarbrücken geborenen Regisseur Max Ophüls benannte Max-Ophüls-Preis.
In Saarbrücken besteht mit dem Saarländischen Staatstheater auch ein großes, dreispartiges Theater. In den letzten Jahren errangen vor allem die Ballett-Compagnie von Marguerite Donlon und die in Zusammenarbeit mit Frank Nimsgern durchgeführten Musical-Produktionen internationale Beachtung.
Schließlich bereichert das deutsch-französische Festival Perspectives als einziges Theaterfestival seiner Art seit 1977 die deutsche Kulturszene.
Auf der Naturbühne Gräfinthal und der Freilichtbühne Hülzweiler kann man im Sommer Theater im Freien erleben. Die Freilichtbühne in Gräfinthal spielt jedes Jahr zwei Stücke, in Hülzweiler wird ein Stück aufgeführt. Beide Theater blicken auf eine lange Tradition zurück.

### Persönlichkeiten
- Gerd Dudenhöffer (* 13. Oktober 1949 in Bexbach), Kabarettist
- Klaus Erfort (* 8. März 1972 in Saarbrücken), Sterne-Koch
- Erich Honecker (* 25. August 1912 in Neunkirchen (Saar); † 29. Mai 1994 in Santiago de Chile), kommunistischer Politiker und Generalsekretär des ZK der SED
- Frank Farian (* 18. Juli 1941 als Franz Reuther in Kirn, aufgewachsen in Saarbrücken-Altenkessel; † 23. Januar 2024 in Miami), Musikproduzent, Komponist und Sänger
- Ludwig Harig (* 18. Juli 1927 in Sulzbach/Saar), Schriftsteller, Hörspielautor und literarischer Übersetzer
- Johannes Hoffmann (* 23. Dezember 1890 in Landsweiler-Reden), Politiker (CVP)
- Oskar Lafontaine (* 16. September 1943 in Saarlautern), Publizist und Politiker
- Heiko Maas (* 19. September 1966 in Saarlouis), Politiker (SPD) & ehemalige Bundesminister des Auswärtigen im Kabinett Merkel IV
- Josef Clemens Kardinal Maurer (* 13. März 1900 in Püttlingen), Erzbischof
- Matthias Maurer (* 18. März 1970 in St. Wendel), ESA-Astronaut und deutscher Werkstoffkundler
- Nicole Seibert (* 25. Oktober 1964 als Nicole Hohloch in Saarbrücken), Sängerin, 1982 erste deutsche Siegerin des Eurovision Song Contest
- Max Ophüls (* 6. Mai 1902 in St. Johann (Saarbrücken)), deutsch-französischer Film-, Theater- und Hörspielregisseur
- Thomas Schmitt (* 1. Oktober 1979 in Homburg), Creative Producer, Podcaster und Grimme-Preisträger
- Günter Rohrbach (* 23. Oktober 1928 in Neunkirchen), Kinofilm- und Fernsehproduzent.
- Daniel Sträßer (* 18. Juli 1987 in Völklingen), Schauspieler
- Albert Weisgerber (* 21. April 1878 in St. Ingbert), Maler und Grafiker
- Katharine Weißgerber (* 3. August 1818 in Schwarzenholz), bekannt als „Schultze Kathrin“
- Therese Zenz (* 15. Oktober 1932 in Merzig), Kanutin

## Sonstiges

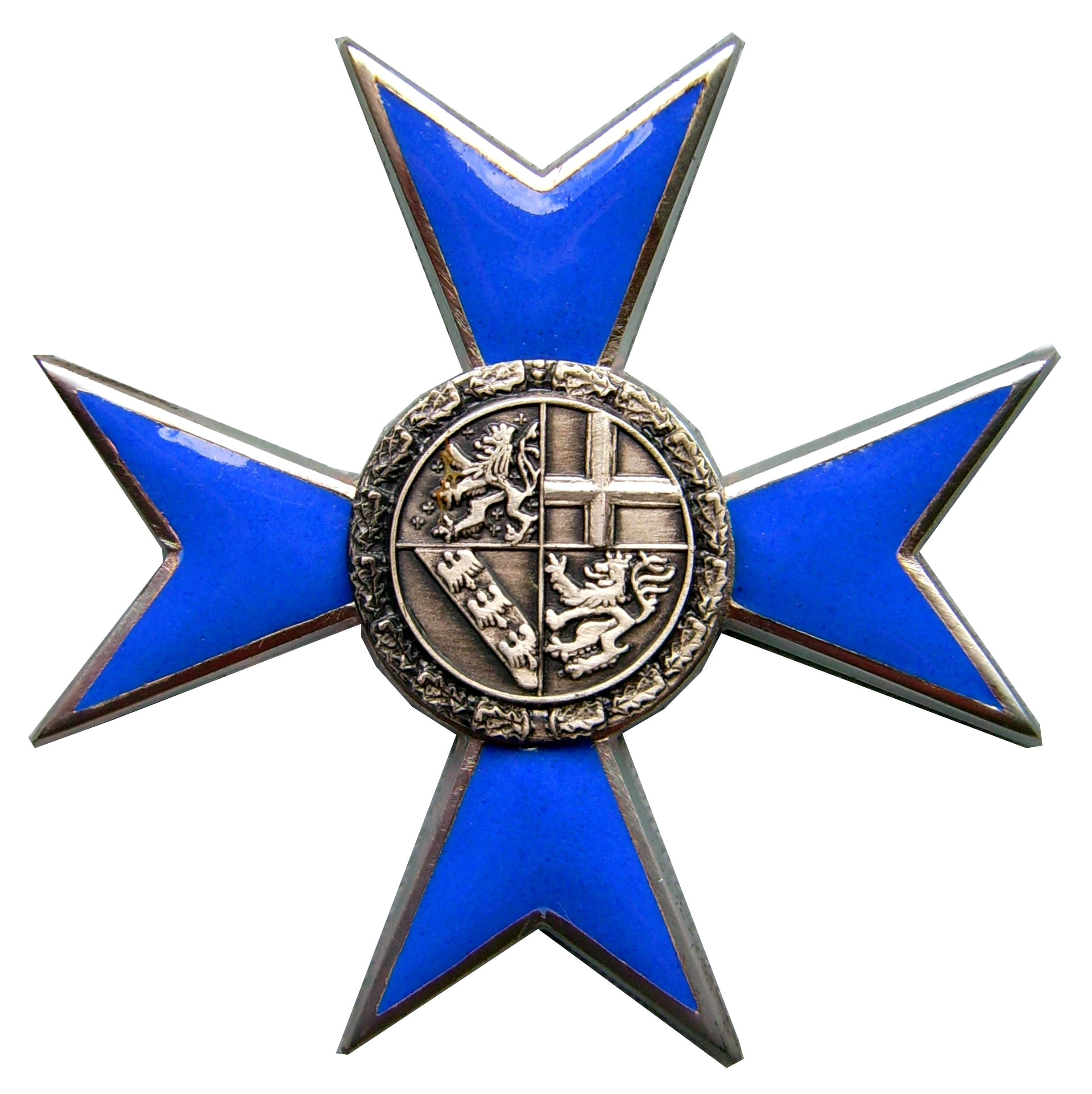
Saarländischer Verdienstorden

- Das Saarland stellte bei den Olympischen Sommerspielen 1952 in Helsinki durch das saarländische NOK (SAA) das erste und einzige Mal eine eigenständige, zu dem Zeitpunkt zweite deutsche Olympiamannschaft.[63] Bis 1956 nahm das Saarland (SFB) als eigenständiges FIFA-Mitglied mit der Saarländischen Fußballauswahl an internationalen Wettbewerben teil, u. a. an der Qualifikation für die Fußball-Weltmeisterschaft 1954.
- Seit 2004 ist es den einzelnen Euro-Staaten erlaubt, jährlich eine 2-Euro-Gedenkmünze herauszugeben. Um in den übrigen Ländern der Europäischen Union über den Föderalismus in Deutschland zu informieren, präsentiert sich die Bundesrepublik jedes Jahr auf der Rückseite der Geldstücke mit dem Bundesland, das den Bundesratsvorsitz innehat. Im Jahr 2009 wurde für das Saarland die Saarbrücker Ludwigskirche aufgeprägt.
- In deutschen Medien wird das Saarland überproportional oft als Maßeinheit genutzt, um Größen von Ländern oder das Ausmaß von Naturkatastrophen zu verdeutlichen (zum Beispiel: „Die Schweiz ist fast 16 mal so groß wie das Saarland“ oder „[…] mehr als 1000 Quadratkilometer unter Wasser – eine Fläche fast halb so groß wie das Saarland“[64]). Der Grund dafür ist nicht bekannt.[65] Laut der ZEIT wurde von den deutschen Bundesländern zwischen 2001 und 2011 das Saarland als Maßeinheit am meisten genutzt (in 209 Presseartikeln), gefolgt von Bayern (in 178 Presseartikeln).[66] In den Vereinigten Staaten gibt es ein vergleichbares Phänomen, dort wird Rhode Island (der kleinste US-Bundesstaat) überproportional oft als Größenvergleich in US-Medien erwähnt.[67]
- Der Saarländische Verdienstorden ist die höchste Auszeichnung des Saarlandes. Er wird in einer Klasse verliehen (internationale Klasse: Offizier). Bekanntgemacht werden die Auszeichnungen im Amtsblatt des Saarlandes. In der Regel überreicht ein Landesminister die Insignien und die Verleihungsurkunde. Bekannte Träger des Ordens sind (Auswahl): Tomi Ungerer, Gerd Dudenhöffer, Dieter Thomas Heck.